# Madžarska
Madžarska (madžarsko Magyarország, madžarska izgovorjava: , nemško: Ungarn) je srednjeevropska celinska država brez izhoda na morje.
Madžarska obsega 93.030 km² Panonske nižine in meji na Slovaško na severu, Ukrajino na severovzhodu, Romunijo na vzhodu in jugovzhodu, Srbijo na jugu, Hrvaško in Slovenijo na jugozahodu ter Avstrijo na zahodu. Država ima skoraj 10 milijonov prebivalcev, večinoma etničnih Madžarov in številno romsko manjšino. Madžarščina, uradni jezik, je najbolj razširjen uralski jezik na svetu in med redkimi neindoevropskimi jeziki, ki se v Evropi obsežneje govorijo. Budimpešta je glavno in največje mesto države; druga večja urbana območja so Debrecen, Szeged, Miskolc, Pécs in Győr.
Ozemlje današnje Madžarske je bilo stoletja stičišče različnih ljudstev, vključno s Kelti, Rimljani, germanskimi plemeni, Huni, zahodnimi Slovani in Avari. Temelji madžarske države so bili vzpostavljeni v poznem devetem stoletju našega štetja, ko je madžarski veliki knez Árpád osvojil Panonsko nižino. Leta 1000 se je na prestol povzpel njegov pravnuk Štefan I., ki je svojo posest spreobrnil v krščansko kraljestvo. Do 12. stoletja je Madžarska postala regionalna sila, kulturni in politični vrhunec pa je dosegla v 15. stoletju. Po bitki pri Mohaču leta 1526 je del madžarskega ozemlja zasedlo Osmansko cesarstvo (1541–1699). Madžarska je na prelomu 18. stoletja prišla pod habsburško nadoblast, pozneje pa se je pridružila Avstrijskemu cesarstvu in tvorila Avstro-Ogrsko, ki je bila v začetku 20. stoletja ena najpomembnejših evropskih držav.
Po prvi svetovni vojni je Avstro-Ogrska razpadla. Z uveljavitvijo določil Trianonske pogodbe so se vzpostavile sedanje meje Madžarske, kar je povzročilo izgubo 71 % njenega ozemlja, 58 % njenega prebivalstva in 32 % etničnih Madžarov. Po burnem medvojnem obdobju se je Madžarska v drugi svetovni vojni pridružila silam osi in pri tem zasedla tudi del slovenskega ozemlja (Prekmurje), pozneje pa ob porazu sil osi utrpela znatno uničenje in številne človeške žrtve. Povojna Madžarska je postala satelitska država Sovjetske zveze, kar je vodilo do ustanovitve Madžarske ljudske republike. Po neuspešni revoluciji leta 1956 je Madžarska postala razmeroma svobodnejša, čeprav še vedno represivna članica vzhodnega bloka. Odstranitev madžarske mejne ograje z Avstrijo je pospešila razpad vzhodnega bloka in nato Sovjetske zveze. 23. oktobra 1989 je Madžarska postala demokratična parlamentarna republika. Madžarska se je Evropski uniji pridružila leta 2004, od leta 2007 pa je vključena tudi v Schengensko območje.
Madžarska ima v mednarodnih odnosih srednje vpliven položaj, predvsem zaradi svojega kulturnega in gospodarskega vpliva. Velja za razvito državo z gospodarstvom z visokimi dohodki in se uvršča na 40. mesto lestvice držav po indeksu človekovega razvoja (HDI 2013), državljani pa uživajo univerzalno zdravstveno oskrbo in brezplačno srednješolsko izobraževanje. Madžarska ima dolgo zgodovino pomembnih prispevkov k umetnosti, glasbi, literaturi, športu, znanosti in tehniki. Je trinajsta najbolj priljubljena turistična destinacija v Evropi in je leta 2017 privabila 15,8 milijona tujih turistov. Je članica številnih mednarodnih organizacij, vključno z Združenimi narodi, Natom, Svetovno trgovinsko organizacijo, Svetovno banko, IIB, AIIB, Svetom Evrope in Višegrajsko skupino.
Slovenci na Madžarskem so priznana narodna skupnost; avtohtona slovenska poselitev obsega sedem vasi južno od Monoštra in reke Rabe, to je tako imenovano Porabje ali Slovensko Porabje. Slovenska narodna skupnost na Madžarskem šteje okoli 5000 pripadnikov. Na ozemlju Slovenije živi madžarska manjšina, ki je uradno priznana; pripadniki madžarske narodne skupnosti (okoli 5000) živijo na območjih občin Lendava, Dobrovnik, Šalovci, Moravske Toplice in Hodoš. Te občine so tudi dvojezične, pripadniki pa imajo enega predstavnika v državnem zboru. Za Madžarsko je Slovenija po uvozu na 17. mestu, po izvozu pa na 22. mestu. Madžarska podjetja so v preteklih letih aktivno investirala v slovensko gospodarstvo, mediji pa so poročali tudi o političnem sodelovanju.

## Izvor imena
»H« v latinskem imenu Hungaria je najverjetneje posledica zgodovinskih povezav s Huni, ki so naselili Madžarsko pred Avari. Preostali del besede izvira iz latinizirane oblike bizantinsko grškega Oungroi (Οὔγγροι). Grško ime je bilo izposojeno iz starobolgarskega ągrinŭ, nato pa iz ogursko-turškega Onogurja (»deset [plemen] Ogurov«). Onogur je bilo skupno ime za plemena, ki so se kasneje pridružila Bolgarski plemenski konfederaciji, ki je po Avarih zavladala vzhodnim delom Madžarske.
Madžarski endonim je Magyarország, sestavljen iz magyar (»madžarski«) in ország (»država«). Ime »Magyar«, ki se nanaša na prebivalce države, natančneje odraža ime države v nekaterih drugih jezikih, kot so turški, perzijski in drugih jezikih, kot so Madžaristan ali dežela Madžarov ali podobno. Beseda magyar je vzeta iz imena enega od sedmih večjih polnomadskih madžarskih plemen magyeri. Prvi element magy je verjetno iz protoogrskega * mäńć- 'človek, oseba', ki ga najdemo tudi v imenu ljudstva Mansi (mäńćī, mańśi, måńś). Drugi element eri, 'moški, moški, rodovina', je preživel v madžarskem férj 'mož' in je soroden z Mari erge 'sin', finsko arhaično yrkä 'mladi mož'.

## Zgodovina

### Pred letom 895
Rimsko cesarstvo je od 16 do 15 pr. n. št. osvojilo ozemlje med Alpami in območje zahodno od reke Donave; reka Donava je s tem postala nova meja cesarstva. Leta 14 pred našim štetjem je cesar Avgust v Res Gestae Divi Augusti priznal Panonijo, zahodni del Panonske nižine, ki vključuje današnji zahod Madžarske, kot del rimskega cesarstva. Območje jugovzhodno od Panonije in južno od Dakije je bilo leta 6 pr. n. št. organizirano kot rimska provinca Mezija. Območje vzhodno od reke Tise je leta 106 pred našim štetjem postalo rimska provinca Dakija, ki je vključevala današnjo vzhodno Madžarsko. Pod rimsko oblastjo je območje ostalo do leta 271 n. št.
Od leta 235 se je rimsko cesarstvo znašlo v nemirnih časih, ki so jih povzročali upori, rivalstvo in hitro menjajoči se cesarji. Zahodno rimsko cesarstvo je propadlo v 5. stoletju zaradi preseljevalnega pritiska germanskih plemen in Karpijcev. To obdobje je v Srednjo Evropo prineslo številne in obsežne vpade tudi trajnejše narave, začenši s Hunskim cesarstvom (ok. 370–469). Najmočnejši vladar Hunskega cesarstva je bil Hun Atila (434–453), ki je pozneje postal osrednja osebnost madžarske mitologije.
Po razpadu Hunskega cesarstva so Gepidi, vzhodnogermansko pleme, ki so ga vazalizirali Huni, na območju Panonske nižine ustanovili svoje lastno kraljestvo. Druge skupine, ki so v obdobju preseljevanja dosegle Panonsko nižino, so bili Goti, Vandali, Langobardi in Slovani.
V 560-ih letih so Avari ustanovili Avarski kaganat, državo, ki je ohranila prevlado v regiji več kot dve stoletji, dokler Avarov v seriji pohodov v 790-ih letih niso premagali Franki pod vodstvom Karla Velikega.
Med letoma 804 in 829 je Prvo bolgarsko cesarstvo osvojilo ozemlje vzhodno od reke Donave in prevzelo oblast od lokalnih slovanskih plemen in ostankov Avarov. Do sredine 9. stoletja je zahodno od reke Donave, kot del frankovskega ozemlja, nastala Balatonska kneževina, znana tudi kot Spodnja Panonija.

### Srednjeveška Ogrska (895–1526)
Na novo združeni Madžari so se pod vodstvom Árpáda (po izročilu Atilinega potomca) naseljevali v Panonski nižini od leta 895. Po ugrofinski teoriji izvirajo iz starodavnega uralsko govorečega prebivalstva, ki je prej naseljevalo gozdnato območje med reko Volgo in Uralskim gorovjem.
Kot federacija združenih plemen je bila Ogrska ustanovljena leta 895, približno 50 let po razdelitvi Karolinškega cesarstva po Verdunski pogodbi leta 843, in pred združitvijo anglosaksonskih kraljestev. Sprva je bila nastajajoča kneževina Ogrska (»Zahodna Turkija« v srednjeveških grških virih) država, ki jo je ustvarilo napol nomadsko ljudstvo, ki pa se je v 10. stoletju znatno preobrazila v krščansko kraljestvo.
Ta država je dobro delovala, vojaška moč pa je Madžarom omogočila uspešne krvave pohode in napade po vsej Evropi, od Carigrada do današnje Španije. Madžari so med letoma 907 in 910 premagali najmanj tri glavne vzhodnofrankovske cesarske vojske. Poznejši poraz v bitki pri Lechfeldu leta 955 je pomenil začasni konec večine pohodov na tuja ozemlja, vsaj proti Zahodu.

#### Doba arpadskih kraljev
Leta 972 je vladajoči knez (madžarsko fejedelem) Géza iz dinastije Árpád uradno začel integracijo Ogrske v krščansko zahodno Evropo. Njegov prvorojenec, sveti Štefan I., je postal prvi ogrski kralj, potem ko je v bitki za prestol premagal svojega poganskega strica Koppányja. V času Štefanove vladavine je bila Ogrska priznana kot katoliško apostolsko kraljestvo; Štefan je na prošnjo od papeža Silvestra II. prejel kraljevske insignije (vključno verjetno z delom Svete krone Madžarske, ki se trenutno hrani v madžarskem parlamentu).
Do leta 1006 je Štefan utrdil svojo oblast in začel temeljite reforme za preoblikovanje Ogrske v fevdalno državo po zahodnem vzoru. Država je prešla na latinski jezik in vse do leta 1844 je nato latinščina ostala madžarski uradni jezik. Približno v tem času je Ogrska začela postajati močno kraljestvo. Ladislav I. je razširil mejo Ogrske v Transilvaniji in leta 1091 napadel Hrvaško. Hrvaški pohod je dosegel vrhunec z bitko na Gvozdu leta 1097 in s personalno unijo Hrvaške in Ogrske leta 1102, ki ji je vladal Koloman tj. Könyves Kálmán.
Najmočnejši in najbogatejši kralj dinastije Árpád je bil Béla III., ki je na leto pridobil 23 ton čistega srebra. To je preseglo dohodek francoskega kralja (ocenjeno na 17 ton) in predstavljalo dvakratnik prejemkov angleške krone.
Andrej II je izdal diplomo Andreanum, ki je zagotovila posebne privilegije transilvanskim Sasom in velja za prvi zakon o avtonomiji na svetu. Leta 1217 je vodil peti križarski pohod v Sveto deželo in ustanovil največjo kraljevo vojsko v zgodovini križarskih vojn. Njegova zlata bula iz leta 1222 je bila prva ustava v celinski Evropi. Tudi manjši plemiči so Andreju začeli predstavljati zamere, praksa, ki se je razvila v ustanovitev parlamenta (parlamentum publicum).
V letih 1241–1242 je kraljestvo zamajala invazija Mongolov (Tatarov), ki je terjala življenja do polovice takratnih 2.000.000 prebivalcev Ogrske. Kralj Béla IV. je v državi dovolil naselitev Kumanov in Jasov, ki so bežali pred Mongoli. Skozi stoletja so se popolnoma asimilirali v madžarsko prebivalstvo.
Po umiku Mongolov je kralj Béla ukazal gradnjo na stotine kamnitih gradov in utrdb za obrambo pred morebitno drugo mongolsko invazijo. Mongoli so se vrnili na Ogrsko leta 1285, vendar so jih zaustavili novozgrajeni sistemi kamnitih gradov in nova taktika (z uporabo večjega deleža težko oboroženih vitezov). Kraljeva vojska Ladislava IV je blizu Pešte uspešno zaustavila in premagala napadajoče mongolske sile. Tako kot pri poznejših invazijah so napad z lahkoto odbili, Mongoli pa so izgubili velik del svojih mož.

#### Obdobje izvoljenih kraljev
Ogrsko kraljestvo je doseglo enega svojih največjih obsegov v času arpadskih kraljev, vendar je bila kraljeva moč ob koncu njihove vladavine leta 1301 že precej oslabljena. Po uničujočem obdobju medkraljevanja (1301–1308) je prvi anžujski kralj, Karel I. Ogrski – bilinealni potomec dinastije Árpád – uspešno obnovil kraljevo oblast in premagal tekmece oligarha, tako imenovane »male kralje«. Drugi anžujski madžarski kralj Ludvik Veliki (1342–1382) je vodil številne uspešne vojaške pohode iz Litve v južno Italijo (Neapeljsko kraljestvo), od leta 1370 pa je bil tudi poljski kralj. Potem ko je kralj Ludvik umrl brez moškega dediča, se je država ponovno ustalila šele, ko je prestol nasledil Sigismund Luksemburški (1387–1437), ki je leta 1433 postal tudi sveti rimski cesar. Tudi Sigismund je bil (na več načinov) bilinealni potomec dinastije Árpád.
Prvi madžarski prevod Svetega pisma je bil dokončan leta 1439. Pol leta v letu 1437 je v Transilvaniji potekal protifevdalni in antiklerikalni upor kmetov, upor Budai Nagy Antala, na katerega so močno vplivale husitske ideje.
Janos Hunyadi, po poreklu iz majhne plemiške družine v Transilvaniji, je zaradi svojih izjemnih sposobnosti kot poveljnik plačancev postal eden najmočnejših velikašev v državi. Najprej je bil izvoljen za guvernerja, nato regenta. Vodil je uspešen križarski pohod proti osmanskim Turkom, ena njegovih največjih zmag je bila obleganje Beograda leta 1456.
Zadnji vplivni kralj srednjeveške Ogrske je bil renesančni kralj Matija Korvin (1458–1490), sin Jánosa Hunyadija. Bil je prvi, ki je sedel na ogrski kraljevi prestol kot pripadnik plemstva brez dinastičnega porekla. Bil je uspešen vojskovodja in razsvetljeni pokrovitelj umetnosti in učenja. Njegova knjižnica, Bibliotheca Corviniana, je bila v 15. stoletju največja evropska zbirka zgodovinskih kronik, filozofskih in znanstvenih del in druga po velikosti za Vatikansko knjižnico. Predmeti iz Bibliotheca Corviniana so od leta 2005 vpisani v Unescov seznam Spomin sveta 
Podložniki in navadni ljudje so ga imeli za pravičnega vladarja, ker jih je varoval pred pretiranimi zahtevami in drugimi zlorabami gospode. Pod njegovo vladavino je leta 1479 ogrska vojska uničila osmanske in vlaške čete v bitki na Kruhovem polju. V tujini je premagal poljsko in nemško cesarsko vojsko kralja Friderika pri Breslavu (Wrocław). Matijaševa najemniška stalna vojska, Črna vojska Ogrske, je bila za svoj čas nenavadno velika vojska in je osvojila dele Avstrije, Dunaj (1485) in dele Češke.

#### Propad Ogrske (1490–1526)
Kralj Matija je umrl brez zakonitih sinov, ogrski veljaki pa so si prizadevali za okronanje Poljaka Vladislava II. (1490–1516), domnevno zaradi njegovega šibkega vpliva na ogrsko aristokracijo. Mednarodna vloga Madžarske je upadla, njena politična stabilnost se je zamajala, družbeni napredek pa je zastal. Leta 1514 se je oslabljen stari kralj Vladislav II soočil z velikim kmečkim uporom pod vodstvom Györgyja Dózse, ki so ga neusmiljeno zatrli plemiči, ki jih je vodil Janez Zápolya.
Posledično slabenje države je utrlo pot osmanski premoči. Leta 1521 je Turkom pripadla najmočnejša ogrska trdnjava na jugu, Nándorfehérvár (današnji Beograd, Srbija). Zgodnji pojav protestantizma je dodatno poslabšal notranje odnose v državi.

### Osmanske vojne (1526–1699)
Po približno 150 letih vojn z Madžari in drugimi državami so Osmani madžarsko vojsko odločilno premagali v bitki pri Mohaču leta 1526, kjer je med begom umrl kralj Ludvik II. Sredi političnega kaosa je razdeljeno ogrsko plemstvo nato hkrati izvolilo dva kralja, Janeza Zápolya in Ferdinanda I. iz dinastije Habsburžanov. Z osvojitvijo Budima s strani Turkov leta 1541 se je Ogrska razdelila na tri dele in tako razdeljena ostala do konca 17. stoletja. Severozahodni del, imenovan Kraljeva Madžarska, so priključili Habsburžani, ki so vladali kot kralji Ogrske. Vzhodni del kraljestva je postal neodvisen kot kneževina Transilvanija pod osmansko (in kasneje habsburško) vrhovno oblastjo. Preostalo osrednje območje, vključno s prestolnico Budim, je bilo znano kot Budimski pašalik.
Velika večina od sedemnajst do devetnajst tisoč osmanskih vojakov, ki so bili v službi v osmanskih trdnjavah na madžarskem ozemlju, so bili pravoslavni in muslimanski balkanski Slovani in ne etnični Turki. Pravoslavni južni Slovani so delovali tudi kot akindžije in druge lahke čete, namenjene ropanju na ozemlju današnje Madžarske. Leta 1686 je vojska Svete lige, ki je vsebovala več kot 74.000 mož različnih narodov, Turkom ponovno iztrgala Budim. Po še nekaj hudih porazih Osmanov v naslednjih nekaj letih je bilo do leta 1718 celotno Ogrsko kraljestvo počasi osvobojeno turške oblasti. Zadnji napad na Ogrsko s strani osmanskih vazalov Tatarov s Krima se je zgodil leta 1717. Omejena prizadevanja habsburške protireformacije v 17. stoletju so večino kraljestva ponovno spreobrnila v katoliško vero. Etnična sestava Ogrske se je zaradi dolgotrajnega vojskovanja s Turki bistveno spremenila. Velik del države je bil opustošen, rast števila prebivalstva se je upočasnila, številna manjša naselja so propadla. Avstrijsko-habsburška vlada je na izseljeni jug naselila velike skupine Srbov in drugih Slovanov, na različna območja pa je naselila Nemce (imenovane Donavske Švabe), vendar se Madžari niso smeli naseliti ali ponovno naseliti na jugu Panonske nižine.

### Od 18. stoletja do 1. svetovne vojne (1699–1918)
Med letoma 1703 in 1711 je prišlo do obsežne vstaje pod vodstvom Frančiška II. Rákóczija, ki je po umiku Habsburžanov leta 1707 na Ónodskem zboru začasno v vojnem obdobju prevzel oblast kot vladajoči knez Ogrske, vendar je zavrnil madžarsko krono in naslov »kralj«. Vstaje so trajale leta. Ogrska vojska Kuruc, čeprav je zavzela večino države, je izgubila v najpomembnejši bitki pri Trencsénu (1708). Tri leta pozneje so se Kuručeve sile zaradi naraščajočega dezerterstva, defetizma in nizke morale končno predale.
Med napoleonskimi vojnami in pozneje se ogrski zbor ni sestal več desetletij. V dvajsetih letih 18. stoletja je bil cesar prisiljen sklicati zbor, ki je pomenil začetek obdobja reform (1825–1848, madžarsko reformkor). Grof István Széchenyi, eden najvidnejših državnikov v deželi, je prepoznal nujno potrebo po modernizaciji in pričel z obsežnimi reformami. Ogrski parlament se je leta 1825 ponovno sestal in obravnaval finančne potrebe. Pojavila se je liberalna stranka, ki se je osredotočila na preskrbo kmetov. Lajos Kossuth – takrat znani novinar – se je pojavil kot vodja nižjega plemstva v parlamentu. Izjemen vzpon države se je začel, ko je narod osredotočil svoje sile na modernizacijo, čeprav so habsburški monarhi ovirali vse pomembne liberalne zakone, ki so se nanašali na državljanske in politične pravice ter gospodarske reforme. Številne reformatorje (Lajos Kossuth, Mihály Táncsics) so oblasti zaprle.
15. marca 1848 so množične demonstracije v Pešti in Budimu omogočile ogrskim reformistom, da so uveljavili seznam 12 zahtev. Pod guvernerjem in predsednikom Lajosom Kossuthom ter prvim predsednikom vlade Lajosom Batthyányjem so se otresli nadvlade Habsburžanov. Habsburški vladar in njegovi svetovalci so spretno manipulirali s hrvaškimi, srbskimi in romunskimi kmeti, ki so jih vodili duhovniki in častniki, ki so bili trdno zvesti Habsburžanom, in jih spodbudili k uporu proti ogrski vladi, čeprav je Madžare podpirala velika večina Slovakov, nemških in rusinskih narodnosti ter vseh Judov kraljestva, pa tudi veliko števila poljskih, avstrijskih in italijanskih prostovoljcev. Julija 1849 je ogrski parlament razglasil in sprejel prve zakone o pravicah narodnosti in manjšin na svetu. Številni pripadniki narodnosti so pridobili zaželene najvišje položaje v ogrski vojski, na primer general János Damjanich, etnični Srb, ki je postal madžarski narodni heroj s poveljevanjem 3. ogrski armadi ali Józef Bem, ki je bil Poljak, a je na Ogrskem vseeno postal tudi narodni junak. Ogrske sile (Honvédség) so premagale avstrijsko vojsko. Da bi preprečil uspehe madžarske revolucionarne vojske, je habsburški cesar Franc Jožef I. zaprosil za pomoč »evropskega žandarja«, carja Nikolaja I., čigar ruske vojske so napadle Madžarsko. Zaradi tega se je Artúr Görgey avgusta 1849 predal. Vodja avstrijske vojske Julius Jacob von Haynau je za nekaj mesecev postal guverner Madžarske in je oktobra 1849 ukazal usmrtitev 13 aradskih mučencev, voditeljev madžarske vojske in premierja Batthyánya. Lajos Kossuth je pobegnil v izgnanstvo. Po vojni 1848–1849 je bila celotna država v »pasivnem odporu«.
Zaradi zunanjih in notranjih težav so se reforme zdele neizogibne, veliki vojaški porazi Avstrije pa so prisilili Habsburžane v pogajanja o avstro-ogrskem kompromisu iz leta 1867, s katerim je nastala dvojna monarhija Avstro-Ogrska. To cesarstvo je obsegalo drugo največje ozemlje v Evropi (za Ruskim cesarstvom) in je bilo tretje najbolj naseljeno (za Rusijo in Nemškim cesarstvom). Obe kraljestvi sta ločeno upravljala dva parlamenta iz dveh glavnih mest s skupnim monarhom ter skupno zunanjo in vojaško politiko. Gospodarsko je bilo cesarstvo carinska unija. Stara ogrska ustava je bila obnovljena in Franc Jožef I. je bil okronan za madžarskega kralja. V tem obdobju je prišlo tudi do izrednega gospodarskega razvoja države. Prej zaostalo madžarsko gospodarstvo je na prelomu 20. stoletja postalo relativno moderno in industrializirano, čeprav je kmetijstvo ostalo prevladujoča panoga do leta 1890. Leta 1873 sta bila stara prestolnica Budim in Óbuda uradno združena s Pešto, s čimer je nastala nova metropola Budimpešta. V tem obdobju so pričele delovati številne državne ustanove in sodoben upravni sistem Madžarske.
Po atentatu na nadvojvodo Franca Ferdinanda v Sarajevu sta se madžarski premier István Tisza in njegov kabinet skušala izogniti izbruhu in stopnjevanju vojne v Evropi, a diplomatska prizadevanja niso bila uspešna. Avstro-Ogrska je v prvi svetovni vojni vpoklicala 9 milijonov (bojne sile: 7,8 milijonov) vojakov (več kot 4 milijone iz Kraljevine Ogrske) na strani Nemčije, Bolgarije in Turčije. Čete, ki so se zbrale v Kraljevini Ogrski, so le malo časa porabile za obrambo dejanskega ozemlja Ogrske, z izjemo Brusilovske ofenzive junija 1916 in nekaj mesecev pozneje, ko je romunska vojska napadla Transilvanijo; oba napada so uspešno odbili. Delež ogrskih žrtev v avstroogrski vojski je bil najvišji od vseh narodnosti. Centralne sile so osvojile Srbijo. Romunija je napovedala vojno. Centralne sile so osvojile južno Romunijo in romunsko prestolnico Bukarešto. Leta 1916 je umrl cesar Franc Jožef in novi monarh Karel IV. je simpatiziral s pacifisti. Centralne sile so z velikimi težavami ustavile in odbile napade Ruskega cesarstva.
Vzhodna fronta zavezniških (antantnih) sil je popolnoma razpadla, Avstro-Ogrska se je nato umaknila iz vseh poraženih držav. Na italijanski fronti avstro-ogrska vojska po januarju 1918 ni napredovala proti Italiji. Kljub uspehom na vzhodni fronti je Nemčija na pomembnejši zahodni fronti doživela popoln poraz. Do leta 1918 so se gospodarske razmere poslabšale (levičarska in pacifistična gibanja so organizirala stavke v tovarnah), upori v vojski pa so postali običajni. V glavnih mestih sta avstrijsko in ogrsko levičarsko liberalno gibanje (revolucionarne oz. uporniške stranke) in njihovi voditelji podpirali separatizem etničnih manjšin. Avstro-Ogrska je 3. novembra 1918 v Padovi podpisala splošno premirje. Oktobra 1918 je zveza Madžarske z Avstrijo razpadla.

### Med svetovnima vojnama (1918–1941)
Po prvi svetovni vojni je Madžarska doživela obdobje globokih političnih preobratov, ki se je začelo z revolucijo krizantem leta 1918, po kateri je na oblast kot predsednik vlade prišel socialdemokrat Mihály Károlyi. Ko je bil Károlyi razglašen za predsednika vlade Madžarske, je Madžarska kraljeva vojska Honvéda še vedno imela več kot 1.400.000 vojakov. Károlyi je popustil zahtevi ameriškega predsednika Woodrowa Wilsona po pacifizmu in ukazal razorožitev madžarske vojske. To se je zgodilo pod vodstvom Béle Linderja, vojnega ministra v Károlyijevi vladi. S popolno razorožitvijo svoje vojske bi Madžarska v času posebne ranljivosti ostala brez nacionalne obrambe. V času Károlyijeve pacifistične vlade je Madžarska izgubila nadzor nad pribižno 75 % svojih nekdanjih ozemelj izpred prve svetovne vojne (325.411 km2), ki so pod tujo okupacijo prešla brez boja. Mala antanta je, začutivši priložnost, vdrla v državo s treh strani – Romunija je vdrla v Transilvanijo, Češkoslovaška je priključila Zgornjo Ogrsko (današnjo Slovaško), skupna srbsko-francoska koalicija pa je priključila Vojvodino in druge južne regije. Marca 1919 so komunisti pod vodstvom Bele Kuna odstavili vlado Károlyija in razglasili Madžarsko sovjetsko republiko (Tanácsköztársaság), čemur je sledilo obdobje rdečega terorja. Kljub nekaterim uspehom na češkoslovaški fronti se Kunove sile na koncu niso zmogle upreti romunski invaziji; avgusta 1919 so romunske čete zasedle Budimpešto in izrinile Kuna.
Novembra 1919 so v Budimpešto vstopile desničarske sile pod vodstvom nekdanjega avstro-ogrskega admirala Miklósa Horthyja; izčrpano zaradi vojne in njenih posledic je prebivalstvo sprejelo Horthyjevo vodstvo. Januarja 1920 so bile izvedene parlamentarne volitve in Horthy je bil razglašen za regenta ponovno ustanovljene Kraljevine Madžarske, s čimer se je začela tako imenovana »Horthyjeva doba« (Horthy-kor). Nova vlada si je prizadevala za hitro normalizacijo zunanjih odnosov, medtem ko si je zatiskala oči pred belim terorjem, ki je zajel podeželje; izvensodni poboji osumljenih komunistov in Judov so trajali večji del leta 1920. 4. junija istega leta je Trianonska pogodba vzpostavila nove meje Madžarske. Država je izgubila 71 % svojega ozemlja in 66 % svojega predvojnega prebivalstva, pa tudi številne vire surovin in edino pristanišče, Reko. Čeprav je revizija Trianonske pogodbe hitro postala glavna tema narodnega političnega boja, se Horthyjeva vlada za to ni bila pripravljena zateči k vojaškemu posredovanju.
Začetna leta Horthyjevega režima so bila osredotočena na preprečevanje poskusov prevrata s strani avstro-ogrskega pretendenta Karla IV., nadaljnje zatiranje komunistov in upravljanje z migracijsko krizo, ki so jo sprožile ozemeljske spremembe po Trianonski pogodbi. Čeprav so se svobodne volitve nadaljevale, je na političnem prizorišču prevladovala osebnost Horthyja in njegovih osebno izbranih premierjev. Dejanja vlade so se s sprejemom antisemitskih zakonov in zaradi nadaljnje izolacije Male antante še naprej razvijala v desno, gospodarsko in nato politično se je poglabljalo usmerjanje proti Italiji in Nemčiji. Velika gospodarska kriza je položaj še zaostrila; povečala se je priljubljenost fašističnih politikov, kot sta Gyula Gömbös in Ferenc Szálasi, ki so obljubljali gospodarsko in družbeno okrevanje.
Horthyjeva nacionalistična politika je dosegla vrhunec med letoma 1938 in 1940, ko so nacisti nagradili odločno Nemčiji naklonjeno zunanjo politiko Madžarske s prvo in drugo dunajsko nagrado, s katerima so Madžarski mirno vrnili območja z etnično večino Madžarov, izgubljena po Trianonu. Leta 1939 je Madžarska s silo ponovno pridobila ozemlje dela Češkoslovaške. Država se je formalno pridružila silam osi 20. novembra 1940, leta 1941 pa je sodelovala pri invaziji na Jugoslavijo in pridobila nekaj svojih nekdanjih ozemelj na jugu.

### Druga svetovna vojna (1941–1945)
Madžarska je 26. junija 1941 uradno vstopila v drugo svetovno vojno kot sila osi in napovedala vojno Sovjetski zvezi, potem ko so neznana letala bombardirala Kasso (Košice), Munkács (Mukačevo) in Rahó (Rahiv). Madžarske čete so se dve leti borile na vzhodni fronti. Kljub nekaterim začetnim uspehom je madžarska vlada, potem ko je druga armada januarja 1943 pri reki Don utrpela katastrofalne izgube, začela iskati tajni mirovni pakt z zavezniki. Ko so izvedeli za načrtovani prestop na stran zaveznikov, so nemške čete 19. marca 1944 zasedle Madžarsko in s tem zagotovile Horthyjevo lojalnost. Oktobra, ko se je sovjetska fronta približevala in si je madžarska vlada še naprej prizadevala izstopiti iz vojne, so nemške čete odstavile Horthyja in vzpostavile marionetno vlado pod vodstvom Szálasijeve fašistične stranke Puščičasti križ. Szálasi je v službo nemškemu vojnemu stroju obljubil vse zmogljivosti države. Do oktobra 1944 so Sovjeti dosegli reko Tiso in kljub nekaterim porazom decembra uspeli obkoliti in pričeli oblegati Budimpešto.
Po nemški okupaciji je Madžarska sodelovala v holokavstu. Med nemško okupacijo od maja do junija 1944 sta fašistična stranka puščičastega križa in madžarska policija deportirali skoraj 440.000 Judov, predvsem v Auschwitz. Skoraj vsi so bili umorjeni. 29. aprila 1944 so madžarske okupacijske enote pričele tudi z deportacijami prekmurskih Judov, kar je pomenilo konec obstoja njihove skupnosti v Prekmurju. Švedski diplomat Raoul Wallenberg je s podelitvijo švedskih potnih listov uspel rešiti precejšnje število madžarskih Judov. Rezső Kasztner, eden od voditeljev madžarskega odbora za pomoč in reševanje, je podkupil višje častnike SS, kot je Adolf Eichmann, da so nekaterim Judom omogočili pobeg. Sodelovanje Horthyjeve vlade v holokavstu je še vedno predmet polemik in sporov.
Vojna je opustošila Madžarsko – uničenega je bilo več kot 60 % gospodarstva – in med prebivalstvom terjala številne žrtve. Poleg več kot 600.000 pobitih madžarskih Judov je bilo s strani Češkoslovaške, čet sovjetske Rdeče armade in Jugoslovanov posiljenih, umorjenih, usmrčenih ali deportiranih na suženjsko delo približno 280.000 Madžarov.
13. februarja 1945 se je Budimpešta predala; do aprila 1945 so nemške čete zapustile državo pod sovjetsko vojaško okupacijo. S Češkoslovaškega je bilo izgnanih 200.000 Madžarov v zameno za 70.000 Slovakov, ki so živeli na Madžarskem. 202.000 etničnih Nemcev so izgnali v Nemčijo, s pariškimi mirovnimi pogodbami iz leta 1947 pa je bila Madžarska ponovno omejena na svoje trianonske meje.

### Komunizem (1945–1989)
Po porazu Tretjega rajha je Madžarska postala satelitska država Sovjetske zveze (Ljudska republika  Madžarska). Sovjetsko vodstvo je izbralo Mátyása Rákosija za izvedbo stalinizacije države, Rákosi pa je de facto vladal Madžarski od 1949 do 1956. Politika militarizacije, industrializacije, kolektivizacije in vojne odškodnine, ki jo je izvajala njegova vlada, je povzročila hud upad življenjskega standarda. Po vzoru Stalinovega KGB-ja je Rákosijeva vlada kot pomoč pri uveljavitvi režima ustanovila tajno politično policijo, ÁVH. V nadaljnjih čistkah je bilo od leta 1948 do 1956 zaprtih ali usmrčenih približno 350.000 uradnikov in intelektualcev. Številne svobodomislece, demokrate in ugledne osebnosti iz Horthyjevega obdobja so na skrivaj aretirali in zunajsodno internirali v domače in tuje gulage. V sovjetska delovna taborišča je bilo deportiranih približno 600.000 Madžarov, kjer jih je umrlo najmanj 200.000.
Po Stalinovi smrti leta 1953 je Sovjetska zveza sledila programu destalinizacije, ki je bil po vsebini nasproten Rákosijevemu, kar je pripeljalo do njegove odstavitve. V sledečem političnem ohlajanju odnosov med državama je prišlo do vzpona Imreja Nagyja na mesto predsednika vlade in vse večjega zanimanja študentov in intelektualcev za politično življenje. Nagy je obljubljal liberalizacijo trga in politično odprtost, Rákosi pa je obojemu odločno nasprotoval. Rákosiju je sčasoma uspelo diskreditirati Nagyja in ga zamenjati z bolj trdim Ernő Gerőjem. Maja 1955 se je Madžarska pridružila Varšavskemu paktu, kar je še povečalo družbeno nezadovoljstvo z režimom. Po streljanju sovjetskih vojakov in tajne policije na mirne demonstracije ter shode po vsej državi 23. oktobra 1956 so protestniki prišli na ulice v Budimpešti in sprožili revolucijo leta 1956. V prizadevanju, da bi zadušil kaos, se je Nagy vrnil na mesto premierja, obljubil svobodne volitve in umik Madžarske iz Varšavskega pakta.
Nasilje se je kljub temu nadaljevalo, ko so se proti sovjetski vojski in ÁVH postavile revolucionarne milice; približno 3000-članski odpor se je boril proti sovjetskim tankom z molotovkami in avtomatskimi pištolami. Čeprav je bila premoč Sovjetov ogromna, so utrpeli precejšnje izgube in do 30. oktobra 1956 se je večina sovjetskih čet umaknila iz Budimpešte v garnizijo na podeželju. Sovjetsko vodstvo nekaj časa ni vedelo, kako se odzvati na razvoj dogodkov na Madžarskem, vendar se je na koncu odločilo posredovati, da bi preprečilo destabilizacijo sovjetskega bloka. 4. novembra so iz Sovjetske zveze v državo vstopile okrepitve z več kot 150.000 vojaki in 2.500 tanki. Med uporom intervenciji je bilo ubitih skoraj 20.000 Madžarov, dodatnih 21.600 pa so pozneje zaprli iz političnih razlogov. Približno 13.000 je bilo interniranih, 230 pa so privedli pred sodnike in usmrtili. Nagyu so skrivoma sodili, spoznan je bil za krivega, obsojen na smrt in z obešanjem usmrčen junija 1958. Ker so bile meje za kratek čas odprte, je v času do zadušitve revolucije iz države pobegnilo skoraj četrt milijona ljudi.

#### Kádárjeva doba (1956–1988)
Po drugem, krajšem obdobju sovjetske vojaške okupacije je sovjetsko vodstvo za vodenje nove vlade in predsedovanje novi vladajoči Socialistični delavski stranki (MSzMP) izbralo Jánosa Kádárja, nekdanjega Nagyjevega državnega ministra. Kádár je razmere hitro normaliziral. Leta 1963 je vlada razglasila splošno amnestijo in izpustila večino tistih, ki so bili zaprti zaradi aktivnega sodelovanja v vstaji. Kádár je razglasil novo politično usmeritev, po kateri ljudje niso bili več prisiljeni izpovedovati zvestobe stranki, če so le tiho sprejeli socialistični režim kot življenjsko dejstvo. V mnogih govorih je to opisal kot: »Tisti, ki niso proti nam, so z nami.« Kádár je uvedel nove prednostne naloge načrtovanja v gospodarstvu, kot je omogočanje kmetom posedovanje obsežnejših zasebnih zemljišč v sistemu kolektivnih kmetij (háztáji gazdálkodás). Življenjski standard se je dvignil, saj sta imela proizvodnja potrošniških dobrin in hrane prednost pred vojaško proizvodnjo, ki se je zmanjšala na eno desetino predrevolucionarne ravni.
Leta 1968 je Novi ekonomski mehanizem (NEM) v socialistično plansko gospodarstvo uvedel elemente prostega trga. Od šestdesetih do poznih osemdesetih let dvajsetega stoletja so Madžarsko pogosto omenjali kot »najsrečnejšo barako« v vzhodnem bloku. V zadnjem delu hladne vojne je bila Madžarska po BDP na prebivalca v vzhodnem bloku četrta, zaostajala je le za Vzhodno Nemčijo, Češkoslovaško in samo Sovjetsko zvezo. Zaradi tega razmeroma visokega življenjskega standarda, bolj liberaliziranega gospodarstva, manj cenzuriranega tiska in manj omejenih potovalnih pravic je Madžarska v času komunizma na splošno veljala za eno bolj liberalnih držav v srednji Evropi. V osemdesetih letih dvajsetega stoletja pa je življenjski standard ponovno strmo upadel zaradi svetovne recesije, na katero se komunizem ni zmogel odzvati. Ko je Kádár leta 1989 umrl, je bila Sovjetska zveza v strmem nazadovanju in mlajša generacija reformistov je videla liberalizacijo kot rešitev za gospodarska in socialna vprašanja.

### Tretja republika (1989–danes)
Prehod Madžarske iz komunizma v demokracijo in kapitalizem (rendszerváltás, »sprememba režima«) je bil miren in so ga spodbudili gospodarska stagnacija, notranji politični pritisk in spreminjajoči se odnosi z drugimi državami Varšavskega pakta. Čeprav je MSzMP marca 1989 začela okroglo mizo z različnimi opozicijskimi skupinami, se ponovni pokop Imreja Nagyja kot revolucionarnega mučenca junija tega leta na splošno šteje za simbolni konec komunizma na Madžarskem. Več kot 100.000 ljudi se je udeležilo slovesnosti v Budimpešti brez večjega vmešavanja vlade, mnogi govorniki pa so odkrito pozvali, naj sovjetske čete zapustijo državo. Maja 1990 so potekale prve svobodne volitve; na njih je bil Madžarski demokratski forum, glavna konservativna opozicijska skupina, izvoljen za vodjo koalicijske vlade. József Antall je postal prvi demokratično izvoljeni premier po drugi svetovni vojni.
Z odpravo državnih subvencij in hitro privatizacijo leta 1991 je Madžarsko prizadela huda recesija. Varčevalni ukrepi Antallove vlade so se izkazali za nepriljubljene in na naslednjih volitvah leta 1994 je zmagala pravna in politična naslednica komunistične partije, Socialistična stranka. Ta nenaden premik v politični razdelitvi moči se je ponovil v letih 1998 in 2002; na vsakih voltvah je bila vladna stranka odstavljena in izvoljena dotedanja opozicija. Kot večina drugih postkomunističnih evropskih držav pa je Madžarska na splošno sledila integracijski smeri, saj se je leta 1999 pridružila zvezi NATO in leta 2004 Evropski uniji. Kot članica Nata je bila Madžarska vpletena v jugoslovanske vojne.
Leta 2006 so po vsej državi izbruhnili veliki protesti po razkritju, da je premier Ferenc Gyurcsány v govoru za zaprtimi vrati trdil, da je njegova stranka »lagala«, da bi zmagala na nedavnih volitvah. Priljubljenost levih strank je padla in v političnem preobratu, ki je sledil, je leta 2010 nacionalistično-konzervativni Fidesz Viktorja Orbána dosegel parlamentarno večino. Zakonodajni zbor je nato potrdil novo ustavo, ki je med drugim vsebovala obsežne vladne in pravne spremembe. Čeprav je ta razvoj dogodkov naletel na in še vedno zbuja polemiko, je Fidesz leta 2014 osvojil drugo parlamentarno večino, leta 2018 tretjo in leta 2022 četrto. V poznih 2010-ih je Orbánova vlada prišla pod vse večji mednarodni drobnogled zaradi domnevnih kršitev načel pravne države. Evropski parlament je leta 2018 glasoval za ukrepanje proti Madžarski v skladu s 7. členom Pogodbe o Evropski uniji. Madžarska je in še vedno izpodbija te obtožbe.
Madžarsko je hkrati z večino Evrope leta 2020 prizadela pandemija covida-19. Marca 2020 je madžarski parlament sprejel zakon, ki je vladi dal pooblastila za vladanje z odloki, odpovedal nadomestne volitve in prepovedal nekatere oblike medicinskih dezinformacij. Parlament je ta zakon razveljavil 16. junija 2020 zaradi izboljšanja epidemiološke situacije na Madžarskem.

## Geografija
Madžarska je celinska država brez izhoda na morje. Geografijo Madžarske tradicionalno opredeljujeta njeni dve glavni vodni poti, reki Donava in Tisa. Odraz tega je običajna tridelna razdelitev države na tri območja – Dunántúl (Prekdonavje, Transdanubija), Tiszántúl (»onstran Tise«) in Duna-Tisza kőze (»med Donavo in Tiso«). Donava teče v smeri sever–jug prav skozi središče sodobne Madžarske in celotna država leži v njenem porečju.
Prekdonavje, ki se razteza zahodno od središča države proti Avstriji, je pretežno hribovita regija. Sem spadajo skrajno vzhodni del Alp, Alpokalja, na zahodu države, čezdonavsko hribovje v osrednjem delu Prekdonavja ter hribovji Mecsek in Villány na jugu. Najvišja točka območja je Írott-kő na meji z Avstrijo, na 882 m. Mala madžarska nižina (Kisalfőld) je v severnem Prekdonavju. V Prekdonavju sta tudi Blatno jezero, največje jezero v srednji Evropi, in jezero Hévíz, največje termalno jezero na svetu.
Za Duna-Tisza kőze in Tiszántúl je značilna predvsem Velika madžarska nižina (Alfőld), ki se razteza čez večji del vzhoda in jugovzhoda države. Severno od nižine je vznožje Karpatov v širokem pasu blizu slovaške meje. Vrh Kékes, ki leži tu, je s svojimi 1014 m najvišji vrh Madžarske.
Fitogeografsko Madžarska spada v srednjeevropsko pokrajino cirkumborealne regije znotraj borealnega kraljestva. Po podatkih WWF ozemlje Madžarske spada v kopensko ekoregijo panonskih mešanih gozdov. Za leto 2019 je imel indeks celovitosti gozdne krajine povprečno oceno 2,25/10, kar ga uvršča na 156. mesto na svetu od 172 držav.
V skrbi za ohranjanje okolja je Madžarska razglasila 10 narodnih parkov, 145 manjših naravnih rezervatov in 35 krajinsko varstvenih območij. Madžarska je po razvrstitvi indeksa varstva okolja po GW/CAN na šestem mestu.

### Podnebje
Madžarska ima prevladujoče zmerno sezonsko podnebje s splošno toplimi poletji z nizko splošno ravnjo vlažnosti, vendar pogostimi nalivi in z mrzlimi snežnimi zimami. Povprečna letna temperatura je 9,7 °C. Temperaturni rekordi so 41,9 °C 20. julija 2007 v Kiskunhalasu poleti in −35 °C 16. februarja 1940 v kraju Miskolc-Gőrőmbőlytapolca pozimi. Povprečna najvišja temperatura poleti je 23 do 28 °C in povprečna nizka temperatura pozimi je −3 do −7 °C. Povprečna letna količina padavin je približno 600 mm.

## Politična ureditev
Madžarska je unitarna parlamentarna republika. Madžarski politični sistem temelji na ustavi, sprejeti leta 2012. Amandmaji običajno zahtevajo dvotretjinsko večino v parlamentu; temeljna načela ustave (kot so izražena v členih, ki zagotavljajo človekovo dostojanstvo, delitev oblasti, državno strukturo in pravno državo) veljajo za vedno. 199 poslancev (országgyűlési képviselő) je izvoljenih v najvišji organ državne oblasti, enodomni Országgyűlés (Državni zbor), vsaka štiri leta na enokrožnih večinskih volitvah s 5-odstotnim volilnim pragom. 
Predsednik republike (köztársasági elnök) je državni poglavar in ga vsakih pet let izvoli državni zbor. Predsednik ima predvsem predstavniške odgovornosti in pooblastila: sprejema voditelje tujih držav, formalno imenuje predsednika vlade na priporočilo Državnega zbora in opravlja funkcijo vrhovnega poveljnika oboroženih sil. Pomembno je, da ima predsednik tudi pravico veta in lahko zakonodajo pošlje v presojo 15-članskemu ustavnemu sodišču. Tretja najpomembnejša vladna funkcija na Madžarskem je predsednik državnega zbora, ki ga izvoli državni zbor in je odgovoren za nadzor nad dnevnimi sejami organa. 
Predsednika vlade (miniszterelnök) izvoli državni zbor; je vodja vlade in izvaja izvršilno oblast. Predsednik vlade je običajno vodja največje stranke v parlamentu. Predsednik vlade izbira ministre v vladi in ima izključno pravico, da jih razreši, čeprav se morajo kandidati v kabinetu predstaviti na posvetovalnih odprtih zaslišanjih pred enim ali več parlamentarnimi odbori, preživeti glasovanje v Državnem zboru in jih mora uradno potrditi predsednik. Vlada poroča parlamentu. 
Leta 2009 je morala Madžarska zaradi znatnih gospodarskih težav zaprositi za pomoč MDS v višini 9 milijard evrov. Delež dolga v BDP Madžarske je dosegel najvišjo raven leta 2011, ko je znašal 83 %, od takrat pa se je zmanjševal. Po podatkih Eurostata je v letu 2016 bruto državni dolg Madžarske znašal 25.119 milijarde HUF ali 74,1 % njenega BDP. Vlada je leta 2015 dosegla proračunski primanjkljaj v višini 1,9 % BDP. Bonitetna ocena Madžarske bonitetnih agencij Standard & Poor's, Moody's in Fitch Ratings je bila v letu 2016 na investicijskem razredu BBB s stabilnimi obeti. Glede na indeks zaznave korupcije Transparency International za leto 2019 se je madžarski javni sektor poslabšal z ocene 51 v letu 2015 na 44 v letu 2019, s čimer je Madžarska zasedla predzadnje mesto med državami članicami EU, skupaj z Romunijo in pred Bolgarijo.
Po desetletju vladavine koalicije Fidesz-KDNP, ki jo je vodil Viktor Orbán, je poročilo Freedom House Nations in Transit 2020 prerazvrstilo Madžarsko iz demokracije v prehodni ali hibridni režim. Po poročilu je »desničarsko zavezništvo /.../ postopoma spodkopalo pravno državo na Madžarskem in vzpostavilo strog nadzor nad neodvisnimi institucijami države /.../ vztrajno spreminjalo madžarsko ustavo in odpravilo branike demokracije, utelešene v Ustavnem sodišču, tožilstvu, Upravi za medije in Državnem revizijskem uradu ...«. Prav tako je Fidesz omejil parlamentarni nadzor, neodvisne medije, nevladne organizacije in akademike, hkrati pa je utrdil oblast okoli osrednje vlade. Tudi drugi demokratični barometri so Madžarsko ocenili kot nedemokracijo, v študijah pa je zaznati precejšnje število različnih oznak za madžarski politični sistem. Po podatkih inštituta V-Dem je bila Madžarska leta 2021 ena najhitreje avtokratizirajočih držav na svetu.

### Politične stranke
Po padcu komunizma se je na Madžarskem uveljavila demokracija na podlagi večstrankarskega sistema. Zadnje madžarske parlamentarne volitve so potekale 3. aprila 2022. Te parlamentarne volitve so bile 8. po prvih večstrankarskih volitvah leta 1990. Rezultat je bila zmaga zavezništva Fidesz – KDNP, ki je ohranila dvotretjinsko večino, Viktor Orbán pa je ostal premier. To so bile tretje volitve po novi madžarski ustavi, ki je začela veljati 1. januarja 2012. Ta dan je začel veljati tudi novi volilni zakon, po katerem so volivci namesto dosedanjih 386 poslancev izvolili 199 poslancev. V trenutni politični pokrajini na Madžarskem prevladujejo konservativni Fidesz, ki ima skoraj večino, in dve srednje veliki stranki, leva demokratska koalicija (DK) in liberalni Momentum.
Demokratični značaj madžarskega parlamenta je bil ponovno vzpostavljen s padcem železne zavese in koncem komunističnega režima leta 1989. Današnji parlament se še vedno imenuje Országgyűlés, tako kot v časih kraljevine, vendar se zaradi razlikovanja med zgodovinsko kraljevo verzijo zdaj imenuje »Narodna skupščina«. Madžarski zbor je bil zakonodajna institucija v srednjeveškem kraljestvu Madžarske od 1290-ih in v državah naslednicah, Kraljevi Madžarski in Habsburškem kraljestvu Madžarske v zgodnjem novem obdobju. V členih ustave iz leta 1790 je bilo zapisano, da se mora zbor sestajati vsaj enkrat na 3 leta, a ker je zbor imenovala Habsburška monarhija, te obljube pozneje večkrat niso izpolnili. Kot rezultat avstro-ogrskega kompromisa je bil leta 1867 ponovno vzpostavljen. Latinski izraz Natio Hungarica (»madžarski narod«) je bil uporabljen za označevanje politične elite, ki je sodelovala v zboru. Zbor so sestavljali plemstvo, katoliška duhovščina in nekaj svobodnih meščanov, ne glede na njihov materni jezik oz. etnično pripadnost.

### Pravo in pravosodni sistem
Pravosodni sistem Madžarske je sistem civilnega prava, razdeljen na sodišča z redno civilno in kazensko pristojnostjo ter upravna sodišča, ki so pristojna za spore med posamezniki in javno upravo. Madžarsko pravo je kodificirano in temelji na nemškem pravu in v širšem smislu civilnem ali rimskem pravu. Sodni sistem za civilno in kazensko jurisdikcijo sestavljajo krajevna sodišča (járásbíróság), regionalna pritožbena sodišča (ítélőtábla) in vrhovno sodišče (Kúria). Najvišja madžarska sodišča se nahajajo v Budimpešti.
Madžarski organi za varovanje reda in miru so razdeljeni med policijo in državno davčno in carinsko upravo. Madžarska policija je glavni in največji državni organ kazenskega pregona na Madžarskem. Opravlja skoraj vse splošne policijske naloge, kot so kriminalistična preiskava, patruljna dejavnost, prometna policija, mejna kontrola. Vodi ga nacionalni policijski komisar pod nadzorom ministra za notranje zadeve. Organ je razdeljen na okrajne policijske uprave, ki so razdeljene tudi na območne in mestne policijske uprave. Nacionalna policija ima tudi podrejene agencije z nacionalno pristojnostjo, kot je "Nemzeti Nyomozó Iroda" (Nacionalni preiskovalni urad), civilna policija, specializirana za preiskovanje hudih zločinov, in žandarmerijski podobna, militarizirana "Készenléti Rendőrség" (Standőrség). s strani policije), ki se večinoma ukvarja z nemiri in pogosto krepi lokalne policijske sile. Zaradi pristopa Madžarske k Schengenski pogodbi sta se policija in mejna straža združili v en sam nacionalni organ, pri čemer so pripadniki obmejne straže postali policisti. Ta združitev se je zgodila januarja 2008. Carinska in trošarinska uprava je ostala podrejena Ministrstvu za finance v okviru Državne davčne in carinske uprave.

### Upravna delitev
Madžarska je unitarna država, razdeljena na 19 županij (megye). Glavno mesto (főváros) Budimpešta ni del nobene županije, temveč je samostojna enota. Županije so nadalje razdeljene na 174 okrožij (járás), ta pa na mesta in vasi, med katerimi je 25 mest z okrožnimi pravicami (megyei jogú város). Lokalne oblasti teh mest imajo razširjena pooblastila, vendar ta mesta pripadajo ozemlju posameznega okraja in niso samostojne teritorialne enote. Županijski in okrožni sveti ter občine imajo različne vloge in ločene odgovornosti v zvezi z lokalno upravo. Vloga županij je v osnovi upravnih in se osredotočajo na strateški razvoj, medtem ko so predšolske ustanove, javna vodovodna podjetja, odvoz smeti, oskrba starejših in reševalne službe v upravljanju občin.
Od leta 1996 so županije in mesto Budimpešta za statistične in razvojne namene združeni v sedem regij: to so Osrednja Madžarska, Osrednja zadonavska, Severna Velika nižina, Severna Madžarska, Južna zadonavska, Južna Velika nižina in Zahodna zadonavska.
| Županije Madžarske (megye) | Administrativno središče | Prebivalstvo | Regija                |
| -------------------------- | ------------------------ | ------------ | --------------------- |
| Bács-Kiskun                | Kecskemét                | 524.841      | Južna velika nižina   |
| Baranja                    | Pécs                     | 391.455      | Južna Zadonava        |
| Békés                      | Békéscsaba               | 361.802      | Južna velika nižina   |
| Borsod-Abaúj-Zemplén       | Miškolc                  | 684.793      | Severna Madžarska     |
| Glavno mesto Budimpešta    | Budimpešta               | 1.744.665    | Osrednja Madžarska    |
| Csongrád-Csanád            | Szeged                   | 421.827      | Južna velika nižina   |
| Fejér                      | Székesfehérvár           | 426.120      | Osrednja Zadonava     |
| Győr-Moson-Sopron          | Gjur                     | 449.967      | Zahodna Zadonava      |
| Hajdú-Bihar                | Debrecen                 | 565.674      | Severna velika nižina |
| Heves                      | Eger                     | 307.985      | Severna Madžarska     |
| Jász-Nagykun-Szolnok       | Szolnok                  | 386.752      | Severna velika nižina |
| Komárom-Esztergom          | Tatabánya                | 311.411      | Osrednja Zadonava     |
| Nógrád                     | Salgótarján              | 201.919      | Severna Madžarska     |
| Pešta                      | Budimpešta               | 1.237.561    | Osrednja Madžarska    |
| Šomodska županija          | Kaposvár                 | 317.947      | Južna Zadonava        |
| Szabolcs-Szatmár-Bereg     | Nyíregyháza              | 552.000      | Severna velika nižina |
| Tolna                      | Szekszárd                | 231.183      | Južna Zadonava        |
| Železna županija           | Sombotel                 | 257.688      | Zahodna Zadonava      |
| Veszprém                   | Veszprém                 | 353.068      | Osrednja Zadonava     |
| Zala                       | Zalaegerszeg             | 287.043      | Zahodna Zadonava      |

### Mednarodni odnosi
Zunanja politika Madžarske temelji na štirih temeljnih zavezah: atlantskemu sodelovanju, evropski integraciji, mednarodnemu razvoju in mednarodnemu pravu. Madžarsko gospodarstvo je dokaj odprto in se močno opira na mednarodno trgovino. 
Madžarska je članica Združenih narodov od decembra 1955 in članica Evropske unije, Nata, OECD, Višegradske skupine, STO, Svetovne banke, AIIB in IMF. Madžarska je leta 2011 pol leta predsedovala Svetu Evropske unije, naslednje pa bo leta 2024. Leta 2015 je bila Madžarska peta največja donatorka razvojne pomoči OECD, ki ni članica DAC, na svetu, kar predstavlja 0,13 % njenega bruto nacionalnega dohodka.
Glavno mesto Madžarske, Budimpešta, gosti več kot 100 veleposlaništev in predstavništev mednarodnih politični organizacij. Madžarska gosti tudi glavne in regionalne sedeže številnih mednarodnih organizacij, vključno z Evropskim inštitutom za inovacije in tehnologijo, Evropsko policijsko šolo, Visokim komisarjem Združenih narodov za begunce, Organizacijo Združenih narodov za prehrano in kmetijstvo, Mednarodnim centrom za demokratično tranzicijo, Inštitutom za Mednarodno izobraževanje, Mednarodna organizacija dela, Mednarodna organizacija za migracije, Mednarodni Rdeči križ, Regionalni okoljski center za Srednjo in Vzhodno Evropo, Donavska komisija in drugimi.
Od leta 1989 je glavni zunanjepolitični cilj Madžarske vključitev v zahodne gospodarske in varnostne organizacije. Madžarska se je programu Partnerstvo za mir pridružila leta 1994 in je aktivno podpirala misije IFOR in SFOR v Bosni. Madžarska je od leta 1989 tudi izboljšala svoje pogosto hladne sosedske odnose s podpisom temeljnih pogodb z Romunijo, Slovaško in Ukrajino. Ti se odpovedujejo vsem nerešenim ozemeljskim zahtevam in postavljajo temelje za konstruktivne odnose. Kljub vsemu pa vprašanje pravic etnične madžarske manjšine v Romuniji, na Slovaškem in v Srbiji občasno povzroča dvigovanje dvostranskih napetosti; od leta 2017 pa so se hitro poslabšali tudi odnosi z Ukrajino zaradi položaja madžarske manjšine v Ukrajini. Od leta 1989 je Madžarska podpisala vse dokumente OVSE, leta 1997 pa je bila predsedujoča OVSE. V preteklosti je imela Madžarska še posebej prijateljske odnose s Poljsko; ta poseben odnos sta parlamenta obeh držav priznala leta 2007 s skupno izjavo 23. marca, na "Dan poljsko-madžarskega prijateljstva".

### Vojska
Predsednik države ima naziv vrhovnega poveljnika narodnih oboroženih sil. Ministrstvo za obrambo skupaj z načelnikom generalštaba poveljuje oboroženim silam, kar vključuje madžarske kopenske sile in madžarsko vojno letalstvo. Od leta 2007 so madžarske oborožene sile del enotne poveljniško strukture. Ministrstvo za obrambo ohranja politični in civilni nadzor nad vojsko. Podrejeno poveljstvo združenih sil usklajuje in poveljuje madžarskim obrambnim silam. Leta 2016 so le-te imele 31.080 aktivnih pripadnikov, operativna rezerva je skupno število vojakov lahko dvigne na 50 tisoč. Leta 2016 je bilo načrtovano, da bodo vojaški izdatki naslednje leto znašali 1,21 milijard USD , približno 0,94 % BDP države, kar je precej pod 2-odstotnim ciljem Nata. Leta 2012 je vlada sprejela resolucijo, v kateri se je zavezala, da bo do leta 2022 povečala izdatke za obrambo na 1,4 % BDP.
Služenje vojaškega roka je prostovoljno, čeprav se lahko v vojnem stanju zopet uvede nabor. Madžarska se je leta 2001 kot pomembno posodobitev odločila kupiti 14 lovskih letal JAS 39 Gripen za ceno približno 800 milijonov EUR. Madžarski nacionalni center za kibernetsko varnost so leta 2016 reorganizirali z namenom učinkovitejšega zagotavljanja kibernetske varnosti.
Leta 2016 je imela madžarska vojska na misijah v tujih državah približno 700 vojakov, kot del mednarodnih mirovnih sil, vključno s 100 vojaki Madžarskih obrambnih sil v enotah ISAF pod vodstvom Nata v Afganistanu, 210 madžarskih vojakov na Kosovu pod poveljstvom KFOR in 160 vojakov v Bosni in Hercegovini. Madžarska je, da bi pomagala ameriški okupaciji z oboroženimi transportnimi konvoji, v Irak poslala 300-člansko logistično enoto, čeprav je javno mnenje nasprotovalo sodelovanju države v vojni.

## Gospodarstvo
Madžarska je mešano gospodarstvo OECD z visokimi dohodki, z zelo visokim indeksom človekovega razvoja in kvalificirano delovno silo s 16. najnižjo dohodkovno neenakostjo na svetu. Poleg tega je po indeksu ekonomske kompleksnosti 9. najbolj zapleteno gospodarstvo. Madžarsko je 57. največje gospodarstvo na svetu (od 188 držav, ki jih meri IMF) z 265,04 milijard USD proizvodnje in se uvršča na 49. mesto na svetu po BDP na prebivalca, merjenem s pariteto kupne moči. Madžarska je izvozno usmerjeno tržno gospodarstvo z velikim poudarkom na zunanji trgovini, zato je država 36. največje izvozno gospodarstvo na svetu. Država je imela v letu 2015 več kot 100 milijard USD izvoza z visokim, 9,003 milijarde USD vrednim trgovinskim presežkom, od tega 79 % pri izmenjavi z EU, 21 % pa pri trgovini zunaj EU. Madžarska ima več kot 80-odstotno zasebno gospodarstvo z 39,1-odstotno obdavčitvijo, kar predstavlja osnovo za socialno gospodarstvo države. Na strani izdatkov je potrošnja gospodinjstev glavna sestavina BDP in predstavlja 50 odstotkov njegove celotne porabe, sledijo bruto investicije v osnovna sredstva z 22 odstotki in izdatki države z 20 odstotki BDP. Madžarska je še naprej ena izmed vodilnih držav za privabljanje neposrednih tujih naložb v Srednjo in Vzhodno Evropo, vhodne NTI v državo so znašale 119,8 milijard USD v letu 2015, medtem ko je v tujini Madžarska vložila več kot 50 milijard USD. Od 2015 so bile ključne trgovinske partnerice Madžarske: Nemčija, Avstrija, Romunija, Slovaška, Francija, Italija, Poljska in Češka. Glavne panoge vključujejo predelavo hrane, farmacijo, motorna vozila, informacijsko tehnologijo, kemikalije, metalurgijo, stroje, električne izdelke in turizem (leta 2014 je Madžarska gostila 12,1 milijonov mednarodnih turistov). Madžarska je največji proizvajalec elektronike v srednji in vzhodni Evropi. Proizvodnja in raziskave elektronike so med glavnimi gonili inovacij in gospodarske rasti v državi. V zadnjih 20 letih je Madžarska prerasla tudi v velik center za mobilno tehnologijo, informacijsko varnost in s tem povezane raziskave strojne opreme. Stopnja zaposlenosti v gospodarstvu je leta 2017 znašala 68,3 %, struktura zaposlenosti kaže značilnosti postindustrijskih gospodarstev, 63,2 % zaposlene delovne sile dela v storitvenem sektorju, industrija je prispevala 29,7 %, kmetijstvo pa 7,1 %. Stopnja brezposelnosti je bila septembra 2017 4,1 %, ki je padlo z 11 % med finančno krizo 2007–2008. Madžarska je del evropskega enotnega trga, ki predstavlja več kot 508 milijonov potrošnikov. Več domačih trgovinskih politik določajo sporazumi med članicami Evropske unije in zakonodaja EU.
Velika madžarska podjetja so vključena v BUX, madžarski borzni indeks, ki kotira na borzi v Budimpešti. Znana podjetja vključujejo podjetje Fortune Global 500 MOL Group, OTP Bank, Gedeon Richter Plc., Magyar Telekom, CIG Pannonia, FHB Bank, Zwack Unicum in še več. Poleg tega ima Madžarska velik del specializiranih malih in srednjih podjetij, na primer veliko število dobaviteljev avtomobilov in tehnoloških zagonskih podjetij in drugo.
Budimpešta je finančna in poslovna prestolnica Madžarske. Prestolnica je pomembno gospodarsko središče, ki je v študiji Globalization and World Cities Research Network uvrščeno med alfa – svetovno mesto in je drugo najhitreje razvijajoče se mestno gospodarstvo v Evropi, saj se je BDP na prebivalca v mestu povečal za 2,4 odstotka. in zaposlenost za 4,7 odstotka glede na predhodno leto v letu 2014. Na nacionalni ravni je Budimpešta glavno mesto Madžarske glede poslovanja in gospodarstva, ki predstavlja 39 % nacionalnega dohodka, mesto je v letu 2015 imelo bruto proizvod več kot 100 milijard, zaradi česar je eno največjih regionalnih gospodarstev v Evropski uniji. Budimpešta je tudi med 100 najbolj uspešnimi mesti na svetu, kot jih meri PricewaterhouseCoopers; na svetovni lestvici konkurenčnosti mest po lestvici EIU je Budimpešta med drugimi uvrščena pred Tel Avivom, Lizbono, Moskvo in Johannesburgom. Poleg tega je stopnja davka od dohodkov pravnih oseb na Madžarskem le 9 %, kar je za države EU relativno nizko.
Za Madžarsko je Slovenija po uvozu na 17. mestu, po izvozu pa na 22. mestu. Madžarska podjetja so v preteklih letih aktivno investirala v slovensko gospodarstvo, mediji pa so poročali tudi o političnem sodelovanju.
Madžarska ohranja svojo valuto, madžarski forint (HUF), čeprav gospodarstvo izpolnjuje maastrichtske kriterije z izjemo javnega dolga, ki pa je v letu 2015 tudi bistveno pod povprečjem EU s 75,3 %. Madžarska narodna banka — ustanovljena leta 1924, po razpadu Avstro-Ogrske — se trenutno osredotoča na stabilnost cen s ciljno inflacijo 3%.

### Znanost in tehnologija
Dosežki Madžarske na področju znanosti in tehnologije znatni, raziskovalna in razvojna prizadevanja pa so sestavni del gospodarstva države. Madžarska je v letu 2015 za civilne raziskave in razvoj porabila 1,4 % svojega bruto domačega proizvoda (BDP), kar je 25. najvišji delež na svetu. Madžarska se med najbolj inovativnimi državami v Bloombergovem indeksu inovacij uvršča na 32. mesto, pred Hongkongom, Islandijo ali Malto. Madžarska je bila leta 2020 uvrščena na 35. mesto na svetovnem indeksu inovativnosti, s 33. leta 2019. Leta 2014 je Madžarska štela 2.651 raziskovalcev s polnim delovnim časom na milijon prebivalcev, kar se vztrajno povečuje z 2.131 leta 2010 in v primerjavi s 3.984 v ZDA ali 4.380 v Nemčiji. Visokotehnološka industrija Madžarske je imela koristi tako od kvalificirane delovne sile v državi kot od močne prisotnosti tujih visokotehnoloških podjetij in raziskovalnih centrov. Madžarska ima tudi eno najvišjih stopenj prijavljenih patentov, šesto najvišje razmerje visokotehnološke in srednje visokotehnološke proizvodnje v skupni industrijski proizvodnji, 12. najvišji priliv neposrednih tujih naložb v raziskave, 14. mesto med raziskovalnimi talenti v podjetjih in ima 17. najboljše skupno razmerje učinkovitosti inovacij na svetu.
Ključni akter raziskav in razvoja na Madžarskem je Nacionalni urad za raziskave, razvoj in inovacije (Urad NRDI; slovensko RRI), ki je nacionalna strateška in finančna agencija za znanstvene raziskave, razvoj in inovacije, glavno vladno posvetovalno telo za pripravo madžarske politike RRI in primarna agencija za financiranje RRI. Njegova vloga je razvijati politiko RRI in zagotoviti, da Madžarska ustrezno vlaga v RRI s financiranjem vrhunskih raziskav in podpiranjem inovacij za povečanje konkurenčnosti in pripravo strategije RRI madžarske vlade, za upravljanje nacionalnega sklada za raziskave, razvoj in inovacije ter predstavlja Madžarska vlada in madžarska skupnost RDI v mednarodnih organizacijah.
Znanstveno raziskovanje v državi podpira deloma industrija in delno država, prek mreže madžarskih univerz in znanstvenih državnih institucij, kot je Madžarska akademija znanosti. Madžarska je bila dom nekaterih najvidnejših raziskovalcev v različnih znanstvenih disciplinah, zlasti v fiziki, matematiki, kemiji in inženirstvu. Od leta 2018 je bilo dvanajst madžarskih znanstvenikov prejemnikov Nobelove nagrade. Do leta 2012 so bili trije posamezniki: Csoma, János Bolyai in Tihanyi vključeni v Unescov register spomina sveta ter kolektivni prispevki: Tabula Hungariae in Bibliotheca Corviniana. Med sodobnimi, mednarodno znanimi madžarskimi znanstveniki so matematik László Lovász, fizik Albert-László Barabási, fizik Ferenc Krausz in biokemik Árpád Pusztai. Madžarska slovi po odličnem matematičnem izobraževanju, ki je usposobilo številne izjemne znanstvenike. Med znanimi madžarskimi matematiki so oče Farkas Bolyai in sin János Bolyai, ki je bil eden od utemeljiteljev neevklidske geometrije; Paul Erdős, znan po prevodih v več kot štirideset jezikov in katerega Erdős številke še vedno uporabljajo, in John von Neumann, ključni sodelavec na področju kvantne mehanike in teorije iger, pionir digitalnega računalništva in glavni matematik v projektu Manhattan. Pomembni madžarski izumi vključujejo vžigalico s svinčevim dioksida (János Irinyi), vrsto uplinjača (Donát Bánki, János Csonka), električni (AC) vlakovni motor in generator (Kálmán Kandó), holografijo (Dennis Gabor), Kalmanov filter (Rudolf). E. Kálmán), in Rubikova kocka (Ernő Rubik).

### Prevoz
Madžarska ima zelo razvit cestni, železniški, zračni in vodni promet. Budimpešta, glavno mesto, je pomembno vozlišče za madžarski železniški sistem (MÁV). Glavno mesto oskrbujejo tri velike železniške postaje, imenovane Keleti (vzhodna), Nyugati (zahodna) in Déli (južna) pályaudvar s (končne postaje). Szolnok je najpomembnejše železniško vozlišče zunaj Budimpešte, medtem ko so železniška postaja Tiszai v Miskolcu in glavne postaje Szombathely, Győr, Szeged in Székesfehérvár prav tako ključne za omrežje.
Tramvajska omrežja imajo Budimpešta, Debrecen, Miškolc in Szeged.. Budimpeštanski metro je drugi najstarejši podzemni podzemni sistem na svetu; njena linija 1 je v obratovanju od leta 1896. Sistem je sestavljen iz štirih linij. V metropolitanskem območju Budimpešte deluje sistem mestnih železnic HÉV. Madžarska omrežje avtocest (madžarsko autópálya) se razteza v skupni dolžini približno 1314 km. Obstoječemu omrežju, ki s prestolnico že povezuje številna večja gospodarsko pomembna mesta, se še vedno dodajajo novi avtocestni odseki. Najpomembnejše rečno pristanišče je Budimpešta, pomembna sta tudi Dunaújváros in Baja.
Na Madžarskem je pet mednarodnih letališč: Budimpešta Liszt Ferenc (neuradno imenovana "Ferihegy"), Debrecen, Hévíz–Balaton (imenovano tudi letališče Sármellék), Győr-Pér in Pécs-Pogány, vendar le dve od teh (Budimpešta in Debrecen) opravljata redne polete. Nacionalni prevoznik MALÉV je opravljal lete v več kot 60, večinoma evropskih mest, vendar je leta 2012 prenehal delovati. Tako enako kot npr. Slovenija, tudi Madžarska sedaj nima več nacionalne letalske družbe. Na Madžarskem, v Ferihegyju, ima sedež nizkoproračunski letalski prevoznik WizzAir.

## Demografija
Po popisu iz leta 2011 je Madžarska imela 9.937.628 prebivalcev, s čimer je bila peta najbolj naseljena država v srednji in vzhodni Evropi ter srednje velika država članica Evropske unije. Gostota prebivalstva znaša 107 prebivalcev na kvadratni kilometer, kar je približno dvakrat več od svetovnega povprečja. Več kot četrtina prebivalstva je živela v metropolitanskem območju Budimpešte, 6.903.858 ljudi (69,5 %) pa v mestih in mestih.
Tako kot večina drugih evropskih držav se tudi Madžarska srečuje z pod-nadomestno rodnostjo; njena ocenjena skupna stopnja rodnosti 1,43 otroka na žensko je precej pod stopnjo nadomestitve 2,1, čeprav je višja od najnižje vrednosti 1,28 leta 1999 in ostaja precej pod najvišjo vrednostjo 5,59 otrok, rojenih na žensko leta 1884. Posledično se madžarsko prebivalstvo postopoma zmanjšuje in hitro stara. Leta 2011 je konzervativna vlada začela s programom za povečanje rodnosti s poudarkom na etničnih Madžarih, s tem da je ponovno uveljavila 3-letni porodniški dopust in spodbudila zaposlitev s krajšim delovnim časom. Stopnja rodnosti se je postopoma povečevala z 1,27 rojenih otrok na žensko v letu 2011 Naravni primanjkljaj v prvih 10 mesecih leta 2016 je znašal le 25.828, kar je 8.162 manj kot v enakem obdobju leta 2015. V letu 2015 so bile matere novorojenih otrok v 47,9 % neporočene. Madžarska ima eno najstarejših prebivalstev na svetu, s povprečno starostjo 42,7 let. Pričakovana življenjska doba je bila leta 2015 71,96 leta za moške in 79,62 leta za ženske, kar je od padca komunizma nenehno naraščalo.
Madžarska priznava dve veliki manjšinski skupini, ki sta označeni kot "nacionalne manjšine", ker so njihovi predniki stoletja živeli v svojih regijah na Madžarskem: nemško skupnost s približno 130.000 prebivalci, ki živi po vsej državi, in romsko manjšino, ki šteje okoli 300.000, ki večinoma prebiva v severnem delu države. Nekatere študije kažejo na bistveno večje število Romov na Madžarskem (876.000 ljudi – približno 9 % prebivalstva). Po popisu iz leta 2011 je živelo na Madžarskem 8.314.029 (83,7 %) etničnih Madžarov, 308.957 (3,1 %) Romov, 131.951 (1,3 %) Nemcev, 29.647 (0,3 %) Slovakov, 26.345 (0,3 %) Romunov in 23.561 (0,2 %) Hrvatov; 1.455.883 ljudi (14,7 % celotnega prebivalstva) se ni izjasnilo svoje narodnosti. Tako so Madžari predstavljali več kot 90 % prebivalcev, ki so se opredelili o svoji narodnosti. Na Madžarskem lahko prebivalci sicer navedejo več kot eno narodnost, zato je vsota etničnih skupin višja od celotnega prebivalstva. Danes zunaj trenutnih meja Madžarske živi približno 5 milijonov Madžarov. Na ozemlju Slovenije živi madžarska manjšina, ki je uradno priznana; pripadniki madžarske narodne skupnosti (okoli 5000) živijo na območjih občin Lendava, Dobrovnik, Šalovci, Moravske Toplice in Hodoš. Te občine so tudi dvojezične, pripadniki pa imajo enega predstavnika v državnem zboru.
Slovenci na Madžarskem so priznana narodna skupnost; avtohtona slovenska poselitev obsega sedem vasi južno od Monoštra in reke Rabe, to je tako imenovano Porabje ali Slovensko Porabje. Slovenska narodna skupnost na Madžarskem šteje okoli 5000 pripadnikov.

### Urbanizacija
| čin | ime        | okrožje    | pop.           | ref.    |
| --- | ---------- | ---------- | -------------- | ------- |
| 1   | Budimpešta | Budimpešta | 1,772 milijona | [ 214 ] |

Na Madžarskem je bilo na dan 15. julija 2013 3.152 krajev. 346 mest (madžarski izraz: város, množina: városok; izrazoslovje ne razlikujejo med mesti in kraji – izraz mesto se uporablja v uradnih prevodih) in 2.806 vasi (madžarski: közsé množina: községek). Število mest se lahko spreminja, saj se lahko z predsedniškim aktom vasi povzdignejo v status mesta. Glavno mesto Budimpešta ima poseben status in ni vključeno v nobeno okrožje, medtem ko je 23 mest tako imenovanih mestnih okrožij (megyei jogú város – mesto z okrajnimi pravicami). Vsi okrožni sedeži razen Budimpešte so mestne županije.
Štiri mesta (Budimpešta, Miškolc, Győr in Pécs) imajo aglomeracije, madžarski statistični urad pa razlikuje še sedemnajst drugih območij v zgodnejših fazah razvoja aglomeracije.
Največje mesto je glavno mesto Budimpešta, najmanjše mesto pa je Pálháza s 1038 prebivalci leta 2010. Največja vas je Solymár z 10.123 prebivalci leta 2010. Več kot 100 vasi ima manj kot 100 prebivalcev, medtem ko imajo najmanjše vasi manj kot 20 prebivalcev.

### Jeziki
Madžarščina je uradni in tudi sicer prevladujoči govorjeni jezik na Madžarskem. Madžarščina je 13. najbolj razširjen prvi jezik v Evropi s približno 13 milijonov domačih govorcev in je eden od 24 uradnih in delovnih jezikov Evropske unije. Zunaj Madžarske ga govorijo tudi skupnosti Madžarov v sosednjih državah in v skupnosti madžarske diaspore po vsem svetu. Po popisu iz leta 2011 na Madžarskem govori 9.896.333 ljudi (99,6 %) madžarščino, od tega 9.827.875 oseb(99 %) kot prvi jezik, medtem ko je za 68.458 oseb (0,7 %) madžarščina drugi jezik. Najbolj razširjena tuja jezika sta angleščina (1.589.180 govorcev, 16,0 %) in nemščina (1.111.997 govorcev, 11,2 %), medtem ko je na Madžarskem priznanih tudi več manjšinskih jezikov (armenski, bolgarski, hrvaški, nemški, grški, romunski, romski, Rusin, srbski, slovaški, slovenski in ukrajinski).
Madžarščina (madžarščina) je član uralske jezikovne družine, in ni povezana z nobenim izmed sosednjih jezikov ter je oddaljena od finščine in estonščine. Po številu govorcev je največji med uralskimi jeziki in edini v Srednji Evropi. V Romuniji, na Češkem, Slovaškem, v nekdanji Jugoslaviji, Ukrajini, Izraelu in ZDA je precejšnja populacija govorcev madžarskega jezika. Manjše skupine govorcev madžarskega jezika živijo v Kanadi, Sloveniji in Avstriji, pa tudi v Avstraliji, Braziliji, Argentini, Mehika, Venezuela in Čile. Standardna madžarščina temelji na raznolikosti, ki se govori v glavnem mestu Budimpešte, čeprav je uporaba standardnega narečja uveljavljena, ima madžarščina številna mestna in podeželska narečja.

### Vera
Madžarska je zgodovinsko krščanska država. Madžarsko zgodovinopisje povezuje ustanovitev madžarske države s krstom Štefana I. in kronanjem s sveto krono leta 1000 našega štetja. Štefan je razglasil katolištvo kot državno vero, njegovi nasledniki pa so bili tradicionalno znani kot apostolski kralji. Katoliška cerkev na Madžarskem je ostala močna skozi stoletja, esztergomski nadškof pa je dobil izredne časovne privilegije kot madžarski princ-primat (hercegprímás).
Čeprav sodobna Madžarska nima uradne vere in priznava svobodo veroizpovedi kot temeljno pravico, madžarska ustava v svoji preambuli  »priznava državotvorno vlogo krščanstva« in v VII. členu potrjuje, da »lahko država sodeluje s cerkvami za doseganje skupnih ciljev." 
Popis iz leta 2011 je pokazal, da se večina Madžarov opredeljuje kot kristjani (54,2 %), pri čemer poleg luteranov (evangélikusok) večino teh predstavljajo rimokatoliki (római katolikusok) (37,1 %) in madžarski reformirani kalvinisti (reformátusok) (11,1 %) (2,2 %), grkokatoličani (1,8 %) in drugi kristjani (1,3 %). Judovska (0,1 %), budistična (0,1 %) in muslimanska (0,06 %) skupnost so v manjšini. 27,2 % prebivalcev se ni opredelilo glede verske pripadnosti, 16,7 % pa se je opredelilo za izrecno nereligiozno, še 1,5 % pa za ateiste.
V začetnih fazah protestantske reformacije je večina Madžarov sprejela najprej luteranizem in nato kalvinizem v obliki madžarske reformirane cerkve. V drugi polovici 16. stoletja so jezuiti sprožili protireformacijski pohod in prebivalstvo je zopet postalo pretežno katoliško. Ta kampanja pa je bila le delno uspešna in (večinoma reformirano) madžarsko plemstvo je protestantom uspelo zagotoviti svobodo verovanja. V praksi je to pomenilo cuius regio, eius religio; tako je večina posameznih krajev na Madžarskem še vedno prepoznavnih kot zgodovinsko katoliških, luteranskih ali reformiranih. Vzhodne regije države, zlasti okoli Debrecena (»kalvinistični Rim«), ostajajo skoraj popolnoma reformirane (kalvinistične), lastnost, ki si jo delijo z zgodovinsko sosednjimi etnično madžarskimi regijami preko romunske meje.
Pravoslavno krščanstvo na Madžarskem je povezano z etničnimi manjšinami v državi: Armenci, Bolgari, Grki, Romuni, Rusini, Ukrajinci in Srbi.
Zgodovinsko gledano je bila Madžarska dom številčne judovske skupnosti z več kot 800.000 prebivalci pred drugo svetovno vojno, vendar se ocenjuje, da je bilo med letoma 1941 in 1945 med holokavstom na Madžarskem ubitih nekaj več kot 564.000 madžarskih Judov. Samo med 15. majem in 9. julijem 1944 je bilo več kot 434.000 Judov deportiranih na 147 vlakih, večina od njih v Auschwitz, kjer so jih okoli 80 odstotkov takoj ob prihodu umorili s plinom. Nekateri Judje so uspeli pobegniti, večina pa je ali končala v koncentracijskih taboriščih, ali pa so jih na Madžarskem pobili ali umorili pripadniki Puščičastega križa. Od več kot 800.000 Judov, ki so živeli znotraj madžarskih meja v letih 1941–1944, naj bi jih preživelo približno 255.500. Na Madžarskem danes živi okoli 120.000 Judov.

### Izobraževanje
Izobraževanje na Madžarskem je pretežno javno, upravlja ga Ministrstvo za šolstvo. Predšolsko - vrtčevska vzgoja je obvezna in se izvaja za vse otroke, stare od treh do šestih let, nato pa je obvezno tudi obiskovanje osnovne šole do šestnajstega leta starosti. Osnovnošolsko izobraževanje običajno traja osem let. Srednješolsko izobraževanje vključuje tri tradicionalne vrste šol, ki so usmerjene na različne akademske ravni: gimnazija vpisuje najbolj nadarjene otroke in pripravlja dijake za univerzitetni študij; srednje strokovne šole za srednje dijake trajajo štiri leta, tehniška šola pa pripravlja učence za poklicno izobraževanje in svet dela. Sistem je delno prilagodljiv in je možno prehajanje, diplomanti poklicne šole lahko dosežejo dvoletni program, da imajo na primer dostop do visokošolskega poklicnega izobraževanja. Študija Trends in International Mathematics and Science Study (TIMSS) je na področju matematikeo in naravoslovja 13–14-letne učence na Madžarskem uvrstila med najboljše na svetu.
Večina madžarskih univerz je javnih ustanov, študenti pa tradicionalno študirajo brez plačila šolnine. Splošni pogoj za univerzo je matura. Madžarski javni visokošolski sistem vključuje univerze in druge visokošolske zavode, ki zagotavljajo tako izobraževalne načrte kot sorodne diplome do doktorske stopnje ter prispevajo tudi k raziskovalni dejavnosti. Zdravstveno zavarovanje za študente je brezplačno do konca študija. Angleščina in nemški jezik sta pomembna v madžarskem visokem šolstvu, obstaja veliko študijskih programov, ki jih poučujejo v teh jezikih, kar vsako leto preko programa ERASMUS in drugih privabi na tisoče študentov na izmenjavi. Visokošolsko izobraževanje in usposabljanje na Madžarskem je bilo v Poročilu o globalni konkurenčnosti 2014 uvrščeno na 44. mesto od 148 držav.
Madžarska ima dolgo tradicijo visokošolskega izobraževanja, ki se izkazuje skozi obstoj uveljavljenega gospodarstva, temelječega na znanju. Univerze na Madžarskem vključujejo nekatere najstarejše na svetu, prva je bila univerza v Pécsu, ustanovljena leta 1367, ki še vedno deluje. Lleta 1276 so univerzo v Veszprému uničile čete Petra Csáka, vendar ni bil nikoli obnovljena. Sigismund je leta 1395 ustanovil univerzo Óbuda. Drugo, Universitas Istropolitana, je leta 1465 v Pozsonyju ustanovil Mattias Corvinus. Univerza Nagyszombat je bila ustanovljena leta 1635, se preselila v Budim leta 1777 in se danes imenuje univerza Eötvös Loránd. Prvi tehnološki inštitut na svetu je bil ustanovljen v Selmecbányi v Kraljevini Madžarski leta 1735, njegova pravna naslednica je Univerza v Miskolcu. Univerza za tehnologijo in ekonomijo v Budimpešti velja za najstarejši tehnološki inštitut na svetu z univerzitetnim prograo in strukturo, njen pravni predhodnik Institutum Geometrico-Hydrotechnicum je leta 1782 ustanovil cesar Jožef II.
Madžarska se uvršča na četrto mesto (pred sosedno Romunijo in za Kitajsko, ZDA in Rusijo) po številu medalj vseh časov na mednarodni matematični olimpijadi, s skupno 336 medaljami, ki segajo v leto 1959.

### Zdravje
Madžarska svojim prebivalcem zagotavlja univerzalni sistem zdravstvenega varstva, ki ga v veliki meri financira vladno nacionalno zdravstveno zavarovanje. Po podatkih OECD je 100 % prebivalstva pokrito z univerzalnim zdravstvenim zavarovanjem, ki je popolnoma brezplačno za otroke, študente, upokojence, ljudi z nizkimi dohodki, invalide in cerkvene delavce. Madžarska za zdravstveno varstvo porabi 7,2 % BDP, pri čemer porabi 2.045 $ na prebivalca, od tega 1.365 $ zagotavlja državni proračun.
Madžarska je v Evropi ena vodilnih regij na področju zdravstvenega turizma, zlasti v zobozdravstvenem turizmu, v katerem je njen delež 42 % v Evropi in 21 % po vsem svetu. Vidna panoga je tudi plastična kirurgija, saj 30 % strank prihaja iz tujine. Madžarska je znana po svoji zdraviliški kulturi in je država številnih zdravilišč, ki privabljajo tako imenovani "zdraviliški turizem".
Tako kot v ostalih razvitih državah so bolezni srca in ožilja vodilni vzrok smrti, saj so leta 2013 bile vzrok 49,4 % (62.979) vseh smrti. Vendar pa je ta številka dosegla vrhunec že leta 1985 z 79.355 smrtnimi žrtvami in se od padca komunizma nenehno znižuje. Drugi najpogostejši vzrok smrti je rak s 33.274 (26,2 %), ki stagnira od 90. let dvajsetega stoletja. Število smrtnih žrtev zaradi nesreč se je zmanjšalo z 8.760 v letu 1990 na 3.654 v letu 2013; število samomorov se je strmo zmanjšalo s 4.911 leta 1983 na 2.093 leta 2013 (21,1 na 100.000 ljudi), kar je najnižje od leta 1956. Med zahodnimi in vzhodnimi deli Madžarske (podobno kot v Sloveniji) obstajajo velike zdravstvene razlike; bolezni srca, hipertenzija, možganska kap in samomor so razširjeni v pretežno kmetijski regiji Velike nižine z nizkimi dohodki na vzhodu, vendar redki v območjih s prebivalstvom srednjega razreda z visokim dohodkom v zahodni Transdonaviji in osrednji Madžarski.
Kajenje je vodilni vzrok smrti v državi, čeprav delež kadilcev strmo upada: zmanjšal se je na 19 % v letu 2013 z 28 % v letu 2012 zaradi strogih predpisov, kot je nacionalna prepoved kajenja v vseh zaprtih javnih prostorih, in zaradi omejevanja prodaje tobaka na "nacionalne tobačne trgovine" pod državnim nadzorom.
Madžarska je z vidika telesne varnosti 17. najvarnejša država na svetu s stopnjo umorov 1,3 na 100.000 ljudi.

## Kultura

### Arhitektura
Na Madžarskem stoji največja sinagoga v Evropi (Velika sinagoga), zgrajena leta 1859 v slogu mavrskega preporoda s kapaciteto 3.000 oseb, največja zdravilna kopel v Evropi (Széchenyi Medicinal Bath), dokončana leta 1913 v modernem renesančnem slogu in se nahaja v mestnem parku v Budimpešti, največja zgradba na Madžarskem z dolžino 268 metrov (stavba parlamenta), ena največjih bazilik v Evropi (Esztergom Basilica), druga največja teritorialna opatija na svetu (Pannonhalma Archabbey), in največja zgodnjekrščanska nekropola zunaj Italije (Pécs).
Pomembni arhitekturni slogi na Madžarskem vključujejo historicizem in art nouveau/secesijo, ali, bolje rečeno, več različic secesije. V nasprotju s historizmom madžarska secesija temelji na nacionalnih arhitekturnih značilnostih. Ob upoštevanju vzhodnega izvora Madžarov je Ödön Lechner (1845–1914), najpomembnejša osebnost madžarske secesije, sprva navdihnjena z indijsko in sirsko arhitekturo, pozneje pa s tradicionalnimi madžarskimi dekorativnimi zasnovami. Na ta način je ustvaril izvirno sintezo arhitekturnih slogov. Z njihovo uporabo na tridimenzionalnih arhitekturnih elementih je ustvaril različicosecesije, ki je postala značilna za Madžarsko.
Ker se je odvrnila od Lechnerjevega sloga, a se je navdihnila iz njegovega pristopa, naj bi skupina "Mladi" (Fiatalok), v kateri sta bila Károly Kós in Dezsö Zrumeczky, uporabila značilne strukture in oblike tradicionalne madžarske arhitekture, da bi dosegla enak zaključek.
Poleg dveh glavnih stilov je v Budimpešti možno najti tudi lokalne različice trendov, ki izvirajo iz drugih evropskih držav. Secesija z Dunaja, nemški Jugendstil, Art Nouveau iz Belgije in Francije ter vpliv angleške in finske arhitekture se odražajo v stavbah, zgrajenih na prelomu 20. stoletja. Béla Lajta je sprva prevzel Lechnerjev slog, nato pa je črpal navdih iz angleških in finskih trendov; ko pa je razvil zanimanje za egipčanski slog, je na koncu prišel do moderne arhitekture. Aladár Árkay je šel skoraj po isti poti. István Medgyaszay je razvil svoj slog, ki se je razlikoval od Lechnerjevega, z uporabo stiliziranih tradicionalnih motivov za ustvarjanje dekorativnih motivov v betonu. Na področju uporabne umetnosti je bila zaslužna za spodbujanje širjenja Art Nouveauja leta 1896 odprta Šola in Muzej dekorativnih umetnosti.
Tujci so nepričakovano »odkrili« da precejšen del državljanov živi v starih in arhitekturno vrednih stavbah . Tako so v starem središču Budimpešte skoraj vse zgradbe stare okoli sto let, z debelimi zidovi, visokimi stropi in motivi na sprednji steni.

### Glasba
Madžarsko glasbo sestavljajo predvsem tradicionalna madžarska ljudska glasba in glasba uglednih skladateljev, kot sta Liszt in Bartók, ki veljata za največja madžarsae skladatelja. Drugi priznani skladatelji so Dohnányi, Franz Schmidt, Zoltán Kodály, Gabriel von Wayditch, Rudolf Wagner-Régeny, László Lajtha, Franz Lehár, Imre Kálmán, Sándor Veress in Rózsa. Madžarska tradicionalna glasba ima močan daktilni ritem, saj je jezik vedno poudarjen na prvem zlogu vsake besede.
Madžarska je rojstna dežela več skladateljev sodobne klasične glasbe, med njimi Györgyja Ligetija, Györgyja Kurtága, Pétra Eötvösa, Zoltána Kodályja in Zoltána Jeneyja. Eden največjih madžarskih skladateljev, Béla Bartók, se šteje tudi med najpomembnejše glasbenike 20. stoletja. Njegovo glasbo so poživljale teme, načini in ritmični vzorci madžarske in sosednje ljudske glasbene tradicije, ki jo je študiral, ki jo je z vplivi sodobnikov vključil v svoj značilen slog.
Madžarska je veliko prispevala na področju ljudske, popularne in klasične glasbe. Madžarska ljudska glasba je pomemben del nacionalne identitete in še naprej igra pomembno vlogo v madžarski glasbi. Madžarska ljudska glasba je bila pomembna v nekdanjih podeželskih predelih, ki so – od Trianonske pogodbe leta 1920 – v sosednjih državah, kot so Romunija, Slovaška, Poljska in zlasti v južni Slovaški in Transilvaniji; v obeh regijah živi precejšnje število Madžarov. Po ustanovitvi glasbene akademije pod vodstvom Ferenca Erkla in Franza Liszta je Madžarska izšolala veliko število umetniških glasbenikov:
- Pianisti: Ernő von Dohnányi, Ervin Nyiregyházi, Andor Földes, Tamás Vásáry, György Sándor, Géza Anda, Annie Fischer, György Cziffra, Edward Kilényi, Edward Kilényi, Báynőint, Jezőián, Jázőint, Báynőint, Janzőint, drugi.
- Violinisti: Joseph Joachim, Leopold Auer, Jenő Hubay, Jelly d'Arányi, Joseph Szigeti, Sándor Végh, Emil Telmanyi, Ede Zathurecky, Zsigmondy, Franz von Vecsey, Zoltán, Timur Szébor Székely, rojen. 79) in drugi.
- Operni pevci: Astrid Varnay, József Simándy, Júlia Várady, Júlia Hamari, Kolos Kováts (Sinjebrdec v Bartókovem Sinjebradcu)
- Dirigenti: Eugene Ormandy, George Szell, Antal Doráti, János Ferencsik, Fritz Reiner, sir Georg Solti, István Kertész, Ferenc Fricsay, Zoltán Rozsnyai, Sándor Végh, Árpád Végh, Árpád Végh, Árpád Végh, Árpás Ferencsik, Árpád Átés Ádös Joáó, Árpád Áterss Ádös Joóá, Gilbert Varga in drugi
- Godalni kvarteti: Budimpeštanski kvartet, Madžarski kvartet, Végh Quartet, Takács Quartet, Kodály Quartet, Éder Quartet, Festetics Quartet,

Broughton trdi, da je bil madžarski "nalezljiv zvok presenetljivo vpliven na sosednje države (morda zahvaljujoč skupni avstro-ogrski zgodovini) in da ni nenavadno slišati madžarsko zveneče melodije v Romuniji, na Slovaškem in Poljskem". Vpliv je močan je tudi na območju Szabolcs-Szatmár in v jugozahodnem delu Zadonavske regije, blizu meje s Hrvaško. Pustni karneval Busójárás v Mohaču je pomemben dogodek madžarske narodnozabavne glasbe, na katerem je pred leti nastopal dolgo delujoč, uveljavljen in ugleden orkester Bogyiszló.
Madžarska klasična glasba že dolgo velja za "eksperiment, narejen iz madžarskih predhodnikov in na madžarskih tleh, za ustvarjanje zavestne glasbene kulture [z uporabo] glasbenega sveta ljudske pesmi". Čeprav je madžarski višji sloj že tradicionalno imel kulturne in politične povezave s preostalo Evropo, kar je privedlo do pritoka evropskih glasbenih idej, so kmetje na podeželju ohranili svoje navade, tako da so madžarski skladatelji do konca 19. stoletja črpali iz kmečke glasbe za (po)ustvarjanje madžarskega klasičnega sloga. Bartók je na primer zbiral ljudske pesmi iz celotne srednje in vzhodne Evrope, vključno z Romunijo in Slovaško, medtem ko je Kodályja bolj zanimalo ustvarjanje izrazito madžarskega glasbenega sloga.
V času komunistične vladavine na Madžarskem (1944–1989) je državni komite za pesem preiskoval in občasno cenzuriral popularno glasbo zaradi sledi subverzije in ideološke nečistosti. Od takrat pa je madžarska glasbena industrija začela okrevati in je vzgojila uspešne izvajalce na področju jazza, kot so trobentač Rudolf Tomsits, pianist-skladatelj Károly Binder in v posodobljeni obliki madžarskega folklora Ferenc Sebő in Márta Sebestyén. Trije velikani madžarskega rocka, Illés, Metró in Omega, ostajajo zelo priljubljeni, zlasti Omega, ki ima privržence v Nemčiji in širše ter na Madžarskem. Priljubljene ostajajo tudi starejše veteranske underground skupine, kot je Beatrice iz 80. let dvajsetega stoletja.

### Kulinarika
Tradicionalne jedi, kot je svetovno znani golaž (gulyás obara ali gulyás juha), so pomembne v madžarski kuhinji. Jedi so pogosto začinjene s papriko (mleta rdeča paprika), kar je madžarska inovacija. Paprika v prahu, pridobljena iz posebne vrste paprike, je ena najpogostejših začimb v tradicionalni madžarski kuhinji. Gosta, kremna madžarska kisla smetana, imenovana tejföl, se pogosto uporablja za mehčanje okusa jedi. Znana madžarska vroča rečna ribja juha, imenovana ribiška juha ali halászlé, je običajno bogata mešanica več vrst kuhanih rib.
Druge znane jedi so še piščančji paprikaš, foie gras iz gosjih jeter, pörkölt enolončnica, vadas (divljač z zelenjavno omako in cmoki), postrv z mandlji ter slani in sladki cmoki, kot je túrós csusza, (cmoki s svežim sirom in gosto kislo smetano) in ne nazadnje zimska salama. Sladice vključujejo legendarno torto Dobos, štruklje (rétes), polnjene z jabolki, češnjami, makom ali sirom, palačinko Gundel, slivove cmoke (szilvás gombóc), cmoke somlói, desertne juhe, kot so ohlajena višnjeva juha ali juha iz kuhanega kostanja; gesztenyepüré (kostanj, pretlačen s sladkorjem in rumom ter razdrobljen na drobtine, prelit s stepeno smetano). Perec in kifli sta zelo priljubljeni pecivi.
Csárda (čarda) je najbolj značilen tip madžarskega gostišča, taverna v starem slogu, ki ponuja tradicionalno kulinariko in pijače. Borozó običajno označuje prijetno staromodno vinsko taverno, pince je pivska ali vinska klet, söröző pa je pivnica, ki ponuja točeno pivo in včasih jedi. Bisztró je poceni restavracija, pogosto samopostrežna. Büfé je najcenejši lokal, vendar je v njem občasno potrebno jesti stoje za pultom. Pecivo, torte in kavo strežejo v slaščičarni - cukrászda, medtem ko je eszpresszó kavarna.
Pálinka je sadno žganje, destilirano iz sadja, pridelanega v sadovnjakih na Veliki madžarski nižini. Je žganje, ki je značilno izključno za Madžarsko in je na voljo v različnih okusih, vključno z marelico (barack) in češnjo (cseresznye), kljub temu pa je sliva (szilva) najbolj priljubljen okus. Pivo se odlično poda k številnim tradicionalnim madžarskim jedem. Pet glavnih madžarskih znamk piva je: Borsodi, Soproni, Arany Ászok, Kõbányai in Dreher. Na Madžarskem ljudje tradicionalno ne nazdravljajo ("šopkajo") s kozarci ali vrčki, ko pijejo pivo. V madžarski kulturi obstaja urbana legenda o tem, da naj bi avstrijski generali tako nazdravljali z vrčki piva, da bi proslavili usmrtitev 13 aradskih mučencev leta 1849. Mnogi ljudje še vedno sledijo tradiciji, čeprav jo mlajši pogosto zavračajo in navajajo, da naj bi zaobljuba trajala le 150 let.
Vino: kot pravi Hugh Johnson v Zgodovini vina, je ozemlje Madžarske idealno za pridelavo vina. Državo lahko razdelimo na šest vinskih regij: severno-Zadonavsko, Balatonsko jezero, južno Panonijo, regijo Duna ali Alföld, Zgornjo Madžarsko in Tokaj-Hegyalja. V Panonijo so vinsko trto prinesli RImljani, tako da že do 5. stoletja našega štetja obstajajo zapisi o obsežnih vinogradih na območju današnje Madžarske. Madžari so svoje vinarsko znanje prinesli z Vzhoda. Po Ibn Rustahu so madžarska plemena poznala pridelavo vina že dolgo pred madžarskim osvajanjem Karpatskega bazena.
Madžarske vinske regije ponujajo veliko različnih stilov: glavni proizvodi države so elegantna in polna suha bela z zmerno kislino, čeprav so na voljo tudi kompleksna sladka bela (Tokaj), elegantna (Eger) in močna rdeča polnega telesa (Villány in Szekszárd). Glavne sorte so: olaszrizling, hárslevelű, furmint, sivi pinoti ali Szürkebarát, chardonnay (beli), Kékfrankos (ali v slovenščini modra frankinja), Kadarka, portugieser, zweigelt, kabernet sauvignon in kabernet franc. Najbolj znani vini z Madžarskega sta Tokaji Aszú in Egri Bikavér. Označba Tokaji, kar pomeni "od Tokaja" ali "iz Tokaja" v madžarščini, se uporablja za označevanje vin iz vinske regije Tokaj-Hegyalja. Vino tokaj je bilo priljubljeno pri številnih velikih pisateljih in skladateljih, med drugim Beethovnu, Lisztau, Schubertu in Goetheju; najljubše vino Josepha Haydna je bilo tokaj. Ludvik XV in Friderik Veliki sta skušala prehiteti drug drugega, ko sta gostila goste s tokajijem. Napoleon III., zadnji francoski cesar, je za francoski kraljevi dvor vsako leto naročil 30–40 sodčkov tokaja. Gustav III, švedski kralj, je oboževal tokaji. V Rusiji sta bila med kupci Peter Veliki in cesarica Elizabeta, Katarina Velika pa je v mestu Tokaj z namenom zagotavljanja redne dostave vina v Sankt Peterburg celo ustanovila rusko garnizijo.
Za izdelavo alkoholnega likerja Unicum se že več kot 150 let uporablja mešanica štiridesetih madžarskih zelišč. Unicum je grenak liker (grenčica) temne barve, ki ga lahko pijemo kot aperitiv ali po obroku in ki pomaga pri prebavi.

### Rekreacija
Madžarska je dežela termalne vode. Strast do zdraviliške kulture in madžarska zgodovina sta povezani že od samega začetka. Madžarska zdravilišča imajo rimske, grške, turške in severne podeželske arhitekturne elemente.
Zaradi ugodne geografske lege je na več kot 80 % ozemlja Madžarske možno najti kakovostno termalno vodo v velikih količinah. Na Madžarskem je približno 1500 termalnih vrelcev (več kot 100 samo na območju glavnega mesta). Na Madžarskem je približno 450 javnih kopališč.
Rimljani so bili prvi graditelji zdravilišč na Madžarskem. V Óbudi so še vedno vidni ostanki njihovih kopalnih kompleksov. Zdraviliška kultura je bila ponovno oživljena med turško invazijo; tako so npr. termalne vrelce Budima uporabili za gradnjo številnih kopališč, od katerih nekatera, kot so kopališče Király, kopeli Rudas, še vedno delujejo.
V 19. stoletju sta napredek globinskega vrtanja in medicinske znanosti zagotovila odskočno desko za nadaljnji preskok v kulturi kopanja. Velike terme, kot so Gellért Baths, Lukács Baths, Margaret Island in Széchenyi Medicinal Bath so odraz tega ponovnega vzpona priljubljenosti. Termalno kopališče Széchenyi je največji zdraviliški kompleks v Evropi in je bilo prvo termalno kopališče, zgrajeno na Peštanski strani Budimpešte. Stavba je vzorčen primer sodobnega renesančnega sloga. Terme Gellért, ki se nahajajo na budimski strani Budimpešte, so najbolj znan in razkošen termalni kompleks glavnega mesta.
Nacionalna Modra pot E4 (v madžarščini Országos Kéktúra, Kéktúra ali preprosto OKT) je nacionalna pohodna pot na Madžarskem, vključena v evropsko omrežje pohodnih poti na dolge razdalje  E4. Pot se začne na vrhu hriba Irottkő (884 m) na avstrijsko-madžarski meji, nato preseka Madžarsko in se na koncu konča 1168 km kasneje pri vasi Hollóháza ob madžarsko-slovaški meji.

### Ljudska umetnost
Ugrós (skakalni plesi) so plesi v starem slogu, katerih korenine segajo v srednji vek. V to skupino plesov spadajo solo ali parni plesi ob spremljavi stare glasbe, pastirski in drugi samostojni moški plesi iz Transilvanije ter pohodni plesi z ostanki srednjeveških orožnih plesov.
Karikázó je krožni ples, ki ga izvajajo ženske plesoč v krogu in le ob spremljavi petja ljudskih pesmi.
Csárdás (čardaš) so plesi novega sloga, ki so se razvili v 18. in 19. stoletju. Csárdás je madžarsko ime za narodne plese z madžarskimi vezenimi kostumi in energično glasbo. Od zapletenih moških plesov topotanja s škornji do starodavnih ženskih krožnih plesov, prikazuje čardaš še vedno atraktivno razkošje madžarskega ljudskega plesa, ki je ob slavjih še vedno prisoten po vaseh.
Verbunkos je solo moški ples, ki se je razvil iz naborniških predstav avstro-ogrske vojske.
Legényes je moški solo ples, ki ga izvajajo etnični Madžari, živeči v regiji Kalotaszeg v Transilvaniji. Čeprav ga običajno plešejo mladi moški, ga lahko plešejo tudi starejši. Ples običajno pred glasbeno skupino izvaja en sam plesalec v prostem slogu. Ženske sodelujejo pri plesu tako, da stojijo v vrstah ob strani in pojejo ali kričijo verze, medtem ko moški plešejo. Vsak moški izvede več točk (plesnih fraz), običajno štiri do osem brez ponovitev. Vsaka točka je sestavljena iz štirih delov, od katerih vsak traja štiri kroge. Prvi del je običajno enak za vse (različic je le nekaj).
V začetku 18. stoletja se je oblikoval še vedno prisotni slog madžarske ljudske umetnosti, ki je vključeval tako renesančne kot baročne elemente, odvisno od območja, ter perzijske sasanidske vplive. Rože in listi, včasih ptica ali spiralni ornament, so glavne dekorativne teme. Najpogostejši okras je cvet z osrednjim delom, ki spominja na oko pavovega perja.
Skoraj vse oblike ljudske umetnosti, ki so se skozi čas razvile drugod po Evropi, so se sčasoma uveljavile tudi med madžarskim kmečkim prebivalstvom, predvsem sta se razvili proizvodnja keramike in tekstila.
Najumetelnejši dosežki v madžarski tekstilni umetnosti so vezenine, ki se razlikujejo od regije do regije. Tiste iz Kalotaszega v Transilvaniji so očarljivi izdelki orientalskega videza, šivani predvsem v eni barvi – rdeči, modri ali črni. V mehki liniji se vezenine nanašajo na oltarne krpe, prevleke za blazine in rjuhe.
Na Madžarskem najbolj cenjene vezenine izhajajo iz regij Sárköz v Zadonavi in Matyóföld v Veliki madžarski nižini. V regiji Sárköz ženske kape prikazujejo črno-bele vzorce, ki so nežni kot čipka in pričajo o čudovito subtilnem umetniškem občutku tamkajšnjega prebivalstva. Motivi vezenja na ženskih oblačilih so pogosti tudi na prtih in tekačih, ki so kot stenske dekoracije primerni tudi za sodobno uporabo.
Posode, izdelane iz črne gline, odražajo več kot tristo let tradicionalnih čezdonavskih ljudskih vzorcev in oblik. Niti dve nista povsem enaki, saj se vse delo opravi ročno, vključno z oblikovanjem in dekoriranjem. Odtise naredi palec ali prst keramičarja, ki izdeluje kos.

### Porcelan
Tovarna Herend Porcelain je pričela obratovati leta 1826 in je ena največjih tovarn keramike na svetu, specializirana za proizvodnjo razkošnega ročno poslikanega in pozlačenega porcelana. Sredi 19. stoletja je bila tovarna med dobavitelji Habsburške dinastije in aristokratskih kupcev po vsej Evropi. Veliko njegovih klasičnih vzorcev je še vedno v proizvodnji. Po padcu komunizma na Madžarskem so tovarno privatizirali in je zdaj v 75-odstotni lasti njenega vodstva in delavcev ter izvaža v več kot 60 držav sveta.
Tovarna Zsolnay Porcelain Manufacture je madžarski proizvajalec porcelana, lončarskih izdelkov, keramike, ploščic in lončenine. Podjetje je uvedlo postopek glaziranja z eozinom in pirogranitno keramiko. Tovarno Zsolnay je ustanovil Miklós Zsolnay v Pécsu na Madžarskem za proizvodnjo kamnine in keramike leta 1853. Leta 1863 se je podjetju pridružil njegov sin Vilmos Zsolnay (1828–1900), ki je po več letih postal njegov vodja in direktor. Tovarno je popeljal do svetovne prepoznavnosti s predstavitvijo njenih inovativnih izdelkov na svetovnih sejmih in mednarodnih razstavah, vključno s svetovnim sejmom leta 1873 na Dunaju, nato na svetovni razstavi leta 1878 v Parizu, kjer je Zsolnay prejel Veliko nagrado.

### Šport
Madžarski športniki so uspešni tekmovalci olimpijskih iger, le deset držav je osvojilo več olimpijskih medalj kot Madžarska.S skupno 498 medaljam se uvršča na osmo mesto dobitnikov medalj z vseh dosedanjih olimpijskih iger sodobne dobe. Madžarska se ponaša s tretjim največjim številom olimpijskih medalj na prebivalca in drugim največjim številom zlatih medalj na prebivalca na svetu. Madžarska je v preteklosti blestela zlasti v olimpijskih vodnih športih. V vaterpolu je madžarska reprezentanca s precejšnjo prednostjo vodilni dobitnik kolajn, v plavanju pa so Madžari skupno četrti najuspešnejši, ženske pa osme vskupnem seštevku. Uspehe so madžarski športniki dosegali tudi v kanuju in kajaku in so tretji najuspešnejši na splošno. 
Madžarska je svojo prvo zlato medaljo na zimskih olimpijskih igrah leta 2018 osvojila v moškem hitrostnem drsanju na kratkih stezah s štiričlansko ekipo: Csaba Burján, Sándor Liu, Shaoang Liu, Viktor Knoch . 
Leta 2015 sta se skupščina madžarskega olimpijskega komiteja in skupščina Budimpešte odločili, da se potegujeta za poletne olimpijske igre 2024, vendar sta jo na koncu podelili Parizu . Budimpešta je tudi izgubila več ponudb za gostiteljico iger, in sicer v letih 1916, 1920, 1936, 1944 in 1960 proti Berlinu, Antwerpnu, Londonu in Rimu .  
Madžarska je v preteklosti gostila številne svetovne športne dogodke, med drugim Svetovno amatersko prvenstvo v boksu 1997, Svetovno prvenstvo v sabljanju 2000, Svetovno prvenstvo v hitrostnem drsanju 2001, Svetovne meduniverzitetne igre 2008, Svetovno prvenstvo v modernem peteroboju 2008, Svetovno prvenstvo v modernem peteroboju 2008, Svetovno prvenstvo v modernem peteroboju 2008, 1020 II . Svetovno prvenstvo, svetovno prvenstvo v sabljanju 2013, svetovno prvenstvo v rokoborbi 2013, svetovno prvenstvo v atletiki za mojstre 2014, svetovno prvenstvo v vodnih športih 2017 in svetovno prvenstvo v judu 2017 le v zadnjih dveh desetletjih. Poleg teh je bila Madžarska domovina številnih turnirjev na evropski ravni, kot so Evropsko prvenstvo v vodnih športih 2006, Evropsko prvenstvo v vodnih športih 2010, Evropsko prvenstvo v judu 2013, Evropsko prvenstvo v karateju 2013, Evropsko prvenstvo v ritmični gimnastiki 2017 bo gostiteljica prvenstva v 4. UEFA Euro 2020, ki bo potekal na novem večnamenskem stadionu Puskás Ferenc s 67.889 sedeži.
Velika nagrada Madžarske v Formuli 1 je potekala na Hungaroringu tik pred Budimpešto; dirkališče ima licenco FIA razreda 1. Od leta 1986 je dirka krog svetovnega prvenstva Formule 1 FIA. Na VN Madžarske 2013 je bilo potrjeno, da bo Madžarska še naprej gostila dirko formule 1 do leta 2021. Proga je bila prvič popolnoma prenovljena v začetku leta 2016, napovedano pa je bilo, da je pogodba za Grand Prix podaljšana za nadaljnjih pet let, do leta 2026.
Šah je tudi priljubljen in uspešen šport na Madžarskem, madžarski igralci so skupno 10. najmočnejši na lestvici Svetovne šahovske zveze. Na Madžarskem je približno 54 velemojstrov in 118 mednarodnih mojstrov, kar je več kot v Franciji ali Združenem kraljestvu. Najboljši mladinec na svetu je Madžar Richárd Rapport, ki je trenutno na svetovni lestvici FIDE, medtem ko Judit Polgár na splošno velja za najmočnejšo šahistko vseh časov. Z Madžarskega so v preteklosti izhajali tudi nekateri izmed najboljših sabljačev na svetu,  in leta 2009 se je madžarska moška reprezentanca v hokeju na ledu uvrstila na svoje prvo svetovno prvenstvo IIHF, leta 2015 pa se je kvalificirala na drugo svetovno prvenstvo v najvišjo divizijo.

#### Nogomet
Madžarska je osvojila tri olimpijske naslove v nogometu, končala kot finalist na svetovnih prvenstvih 1938 in 1954 ter kot tretja na Euru 1964. Madžarska je v petdesetih letih dvajsetega stoletja s svojim vplivom izvedla pravo malo revolucijo v športu, postavila je taktične osnove popolnega nogometa in prevladovala v mednarodnem nogometu z t.i. ("zlato ekipo"), ki je vključevala Ferenca Puskása, najboljšega strelca 20. stoletja, ki mu je FIFA namenila  svojo najnovejšo nagrado, nagrado Puskás. V tistem obdobju je madžarska nogometna reprezentanca vzdrževala drugo najdaljše obdobje prevlade na nogometni lestvici držav Elo vseh časov na svetu, 2166 dni, in odigrala enega najdaljših nizov brez poraza v zgodovini nogometa, ko je neporažena ostala v 31 tekmah v skupnem trajanju več kot štiri leta.
V desetletjih po zlati dobi je Madžarska postopoma oslabela, čeprav je v zadnjem času prišlo do prenove v vseh pogledih. Madžarska otroška nogometna zveza je bila ustanovljena leta 2008, saj razvoj mladih uspeva. Prvič v zgodovini madžarskega nogometa so v Budimpešti in Debrecenu gostili UEFA futsal prvenstvo 2010, prvič pa je MLSZ priredila tudi finalni turnir UEFA. Reprezentanca je dosegla tudi nekaj presenetljivih uspehov, kot npr. premagala zmagovalko Eura 2004 Grčijo s 3:2 in zmagovalko svetovnega pokala FIFA 2006 Italijo s 3:1. Na evropskem nogometnem prvenstvu Euro 2016 je Madžarska zmagala v skupini F in bila na koncu poražena v osmini finala.